# Cappella Colleoni

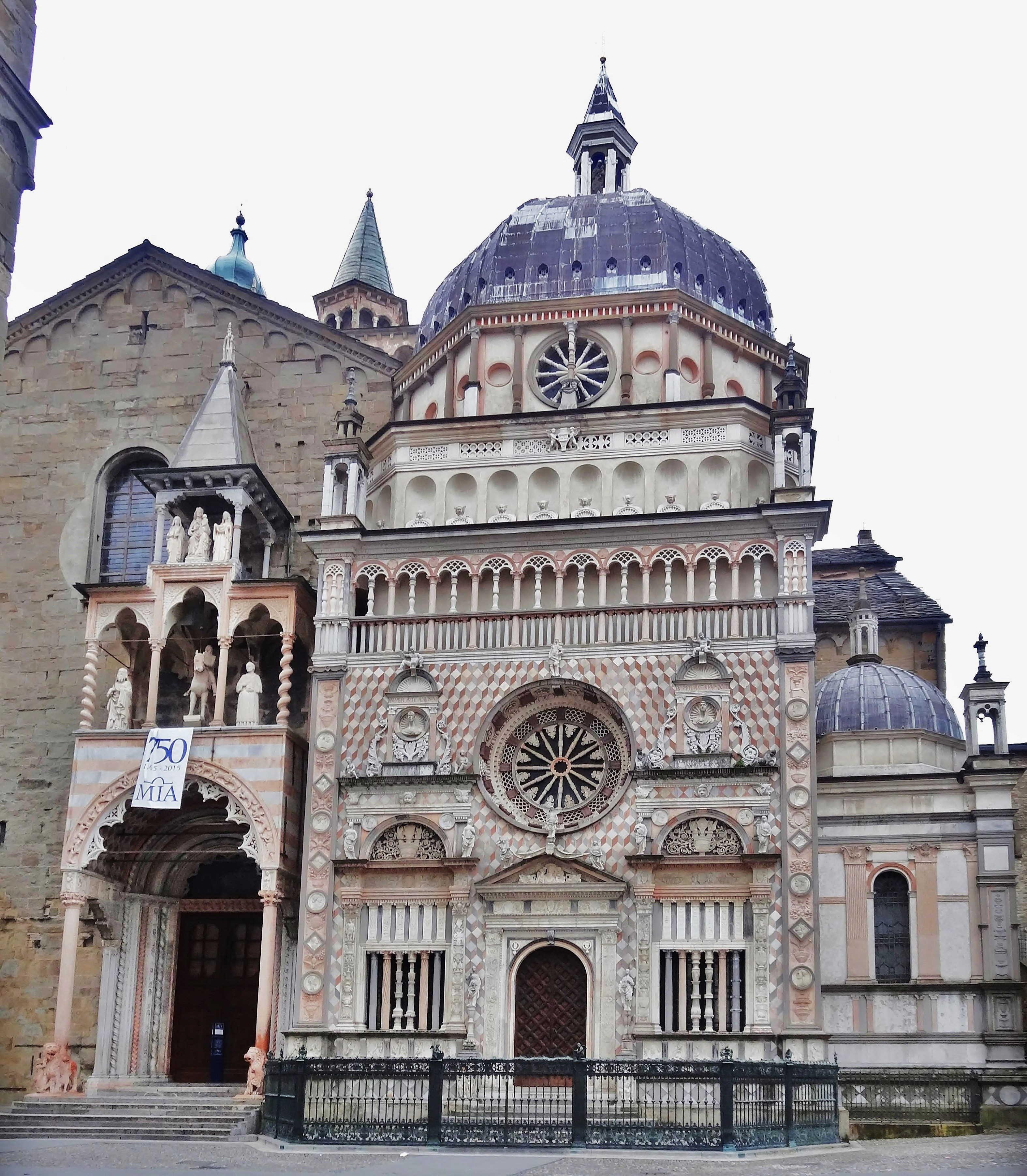
Die Fassade der Cappella Colleoni, links anschließend das Nordportal der Kirche Santa Maria Maggiore

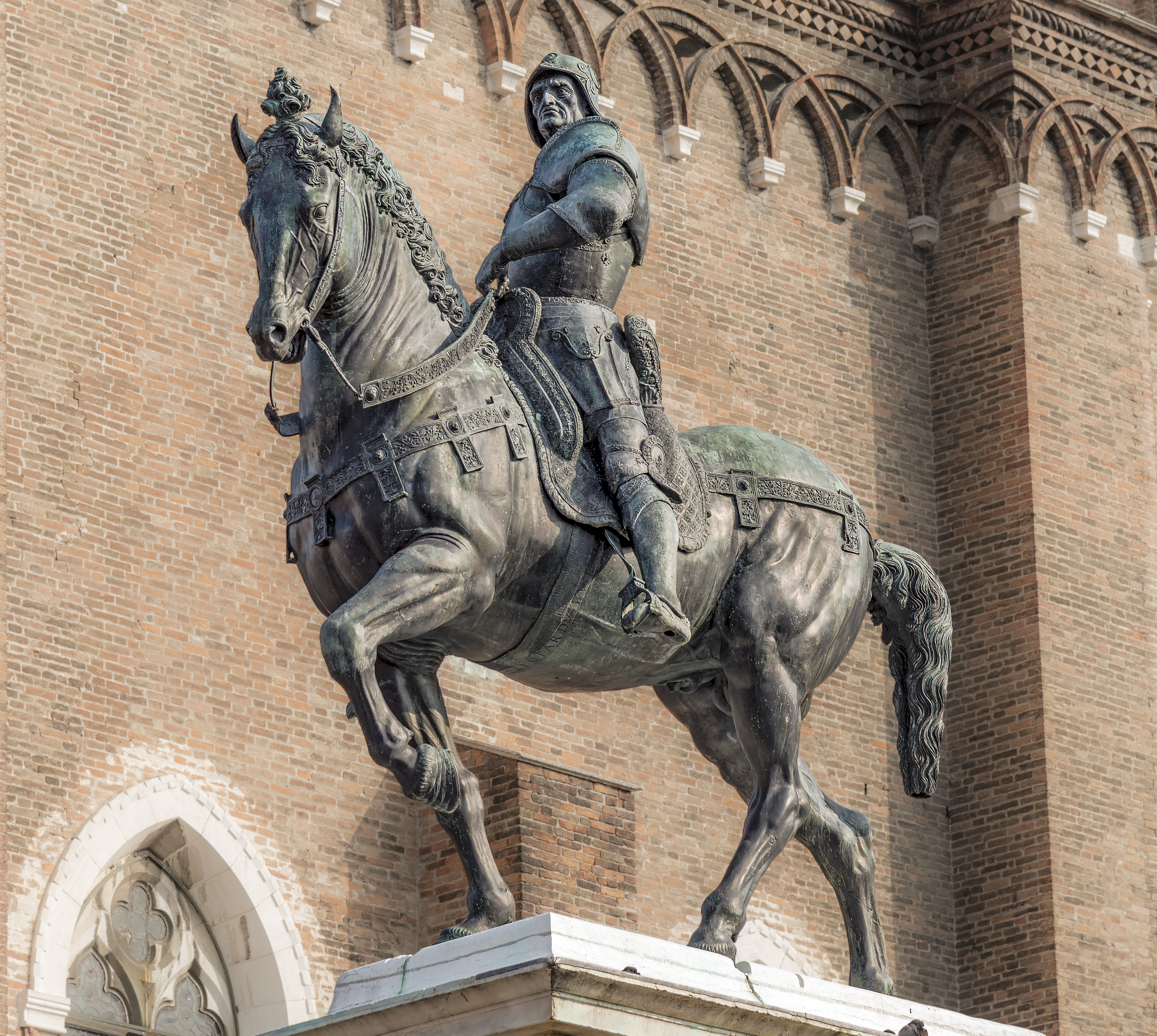
Reiterstandbild B. Colleonis von Andrea del Verrocchio in Venedig

Die Cappella Colleoni in der Altstadt von Bergamo ist eine von dem Condottiere Bartolomeo Colleoni 1471 in Auftrag gegebene Grabkapelle. Die aufwändig gestaltete Kapelle ist ein herausragendes Zeugnis der lombardischen Architektur des 15. Jahrhunderts. In ihr befindet sich die Grabmäler des Söldnerführers Colleoni (1400–1475) und seiner 1470 mit zwölf Jahren verstorbenen Tochter Medea.

## Geschichte

### Auftraggeber

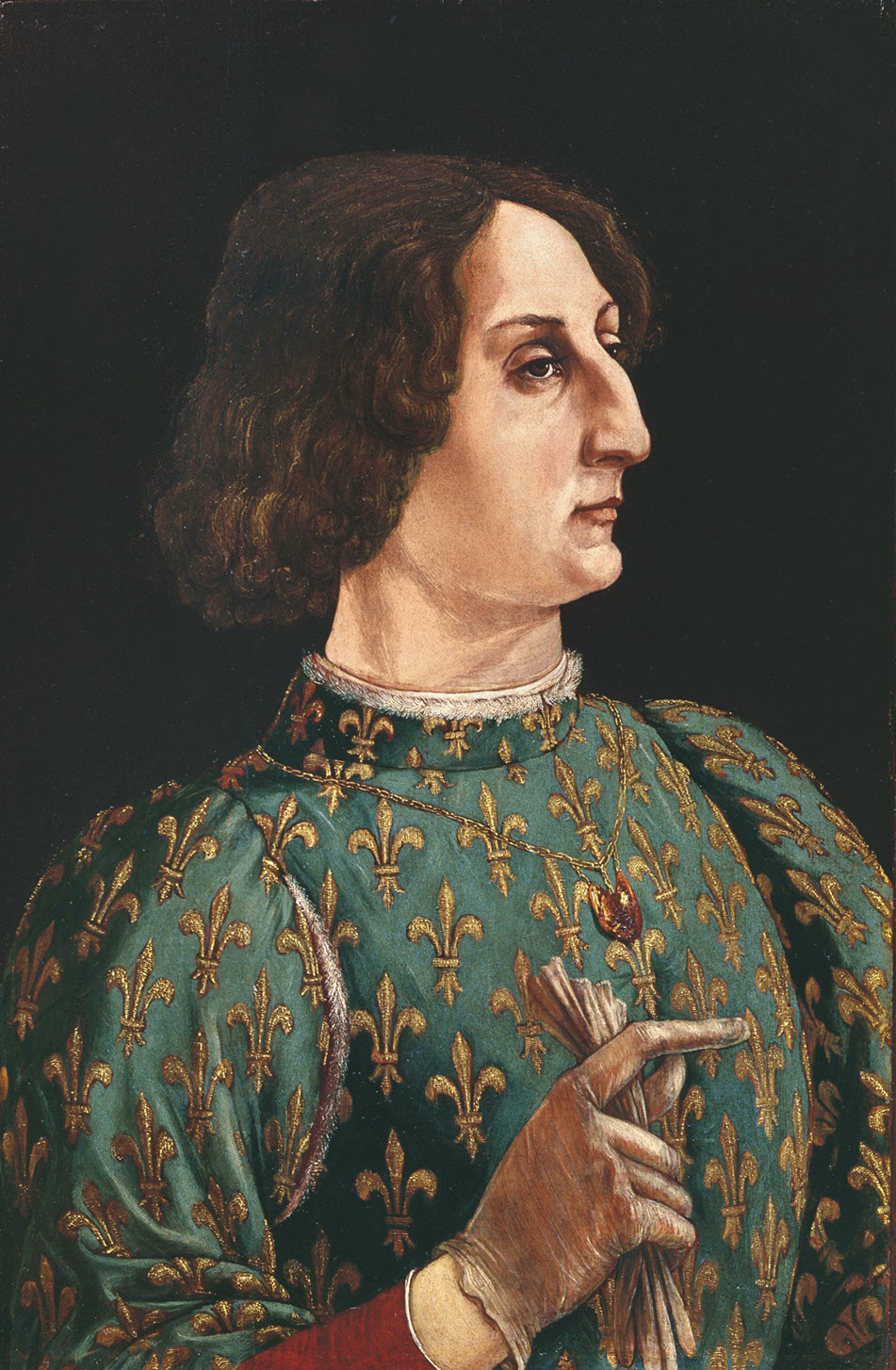
Piero del Pollaiuolo, Porträt des Galeazzo Maria Sforza, 1471, Uffizien

Der Condottiere Bartolomeo Colleoni war Capitano Generale der Republik Venedig. Der aus dem niederen Bergamasker Adel stammende Colleoni hatte im Verlauf seines Lebens durch Eroberung, Ankauf und Schenkung Landbesitz erworben, doch seine politische Macht hing von seiner condotta, dem Söldnervertrag mit Venedig ab. Colleonis Zeitgenosse Francesco Sforza hatte es vom Condottiere zum Herzog von Mailand gebracht. Ihn als Vorbild vor Augen, bemühte sich Colleoni zeitlebens der Abhängigkeit vom Söldnertum zu entkommen und eine eigene Herrscherlinie zu etablieren. Nach dem Tod Francesco Sforzas 1466, hoffte Colleoni die politischen Unruhen ausnutzen zu können, um das Herzogtum Mailand an sich zu reißen. Doch das erwartete Machtvakuum blieb aus, da Galeazzo Maria Sforza, der Sohn Francescos, das Herzogtum übernehmen konnte. Darum und aufgrund der Rivalitäten zwischen Colleonis Dienstherrin Venedig und dem Herzogtum Mailand, standen Colleoni und Galeazzo Maria Sforza in starker Konkurrenz zueinander.
1470 starb Colleonis erstgeborene und Lieblingstochter Medea, 1471 seine Frau Tisbe Martinengo-Colleoni. Dies bedeutete für Colleoni das Aussterben seines Geschlechtes in männlicher Linie, da er acht Töchter und keine männlichen Nachkommen hatte.

### Motivation
Für das Verständnis frühneuzeitlicher Memorialkultur ist der Begriff der memoria von zentraler Bedeutung. Die Pflege der memoria oblag in erster Linie der Familie. Colleoni war es nicht gelungen eine eigene Dynastie zu gründen, sodass er die Pflege seiner memoria in Gefahr sah. Zudem war es Colleoni seit dem Frieden von Lodi verwehrt, auf dem Schlachtfeld aktiv zu werden und so seinen Ruhm zu mehren. Eigene Initiativen und der Versuch aus dem Dienst Venedigs auszuscheiden schlugen fehl. Dies erklärt die verstärkten Bemühungen Colleonis um repräsentative und kommemorative Patronage in seinen letzten Lebensjahren, wie aus einem 1469 geschlossenen Vertrag des damals 74-Jährigen über die Zusammenarbeit von drei Bildhauern an seinem Grabmal (nicht der Grabkapelle!) hervorgeht.
In den letzten Jahrzehnten vor Colleonis Tod spitzte sich der Konflikt mit Galeazzo Maria Sforza zu: Mailänder Truppen überfielen und plünderten 1469 Colleonis Herrschersitz Malpaga, zwei versuchte Giftanschläge, die Infiltration von Colleonis Hof durch Spione sowie Versuche, Colleonis Vertraute zu korrumpieren und sein Heer abzuwerben, gehen auf die Rechnung des Mailänder Herzogs. 1471 ging der 27-jährige Sforza sogar so weit, den Condottiere Colleoni zu einem „Duell“ aufzufordern, einer Entscheidungsschlacht beider Heerführer in Begleitung von je 1000 Soldaten. Beim Sieg Colleonis hätte dieser die Stadt Imola seinem Territorium hinzufügen können, im Falle einer Niederlage hätte der Mailänder Herzog 100.000 Dukaten und den Leichnam Colleonis erhalten, den er im Mailänder Dom bestattet hätte. Dort hatte Francesco Sforza nach seiner Machtübernahme die Arbeiten an dem Grabmonument seines ehemaligen Kontrahenten Niccolo Piccininos abbrechen lassen und ihn damit sowohl eines Orts des Gedenkens als auch der postumen Ehrung beraubt. Eine gleiche damnatio memoriae beabsichtigte auch Galeazzo Sforza, denn Colleoni sollte in einem schlichten Grab neben Piccinino beigesetzt werden, nicht als Ort des Andenkens an den Verstorbenen, sondern als Demonstration der Überlegenheit der Sforza-Dynastie bei gleichzeitiger Schmähung des Condottiere. Zu dem Duell ist es nie gekommen, da Papst Paul II., besorgt um das instabile Machtverhältnis in Norditalien, den Kontrahenten mit der Exkommunikation drohte.
1471, im Jahr der Duell-Forderung, verfügte Galeazzo Maria Sforza den Bau seiner Grabkapelle. Im Jahr darauf setzte Colleoni ein neues Testament auf, in dem er Titel, Wappen, Namen und Insignien seinen Enkeln vererbte, und ebenfalls den Bau einer Grabkapelle verfügte. Der Maßstabssprung vom Grabmal zur Grabkapelle ist also auch als Reaktion auf das Projekt des Mailänder Herzogs zu verstehen. Die Konkurrenten trugen den Konflikt, den sie nicht mehr bewaffnet führen konnten, nun auf dem Gebiet der Kunstpatronage aus.

### Wahl des Architekten

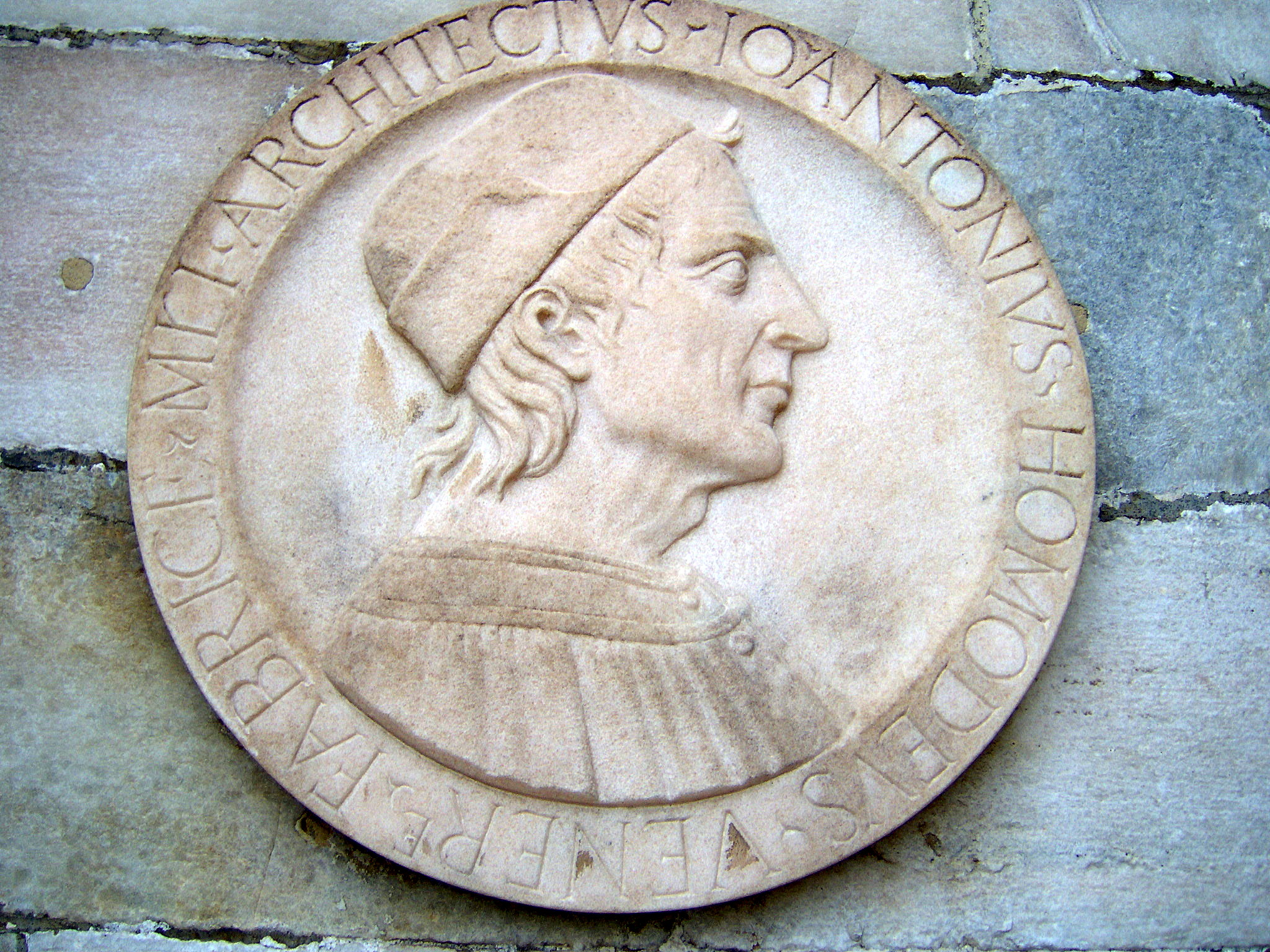
Giovanni Antonio Amadeo

Die künstlerische Konzeption der Kapelle lag in den Händen des lombardischen Architekten und Bildhauers Giovanni Antonio Amadeo. Colleoni hatte Amadeo schon 1471 mit der Gestaltung des Grabes seiner Tochter Medea betraut. Doch die Wahl des zum Zeitpunkt des Auftrags nur 24 Jahre alten Amadeo ist ungewöhnlich, zumal er keine Lehrlinge und wenig Erfahrung mitbrachte – und das bei einer so wichtigen Aufgabe wie einem Mausoleum.
Amadeo war ein aufstrebender junger Künstler, der durch seine Ausbildung in der Solari-Werkstatt an allen größeren Bauaufgaben in der Lombardei mitgewirkt hatte. Er arbeitete unter anderem an der Fassade des Kartäuserklosters in Pavia, dem Prestigeprojekt der Mailänder Herzöge, welches von den Visconti initiiert, dann von den Sforza übernommen worden war. Antonio Amadeo kannte also wie wenige andere die Bild- und Architektursprache der Rivalen Colleonis. Zudem arbeitete Amadeo künstlerisch innovativ, wenn er die in der Solari-Werkstatt gelernte Lokaltradition der lombardischen Gotik mit der Rezeption klassischer Architektur und Skulptur verband. Der Wetteifer mit Galeazzo Sforza trug wohl mit zur Wahl Antonio Amadeos bei. Indem Colleoni ihn für seine Bauaufgabe verpflichtete, hoffte er, seinem Rivalen einen der vielversprechendsten Künstler zu entziehen. So wundert es nicht, dass Galeazzo Sforza versuchte Amadeo zurückzugewinnen, indem er ihn mit prestigeträchtigen Aufträgen bedachte: 1474 wurde Antonio Amadeo die Leitung des Fassadenprojekts in der Kartause in Pavia übertragen, im Folgejahr ein Altarprojekt im Mailänder Dom. Das Tauziehen um die Arbeit des Künstlers endete mit einem Sieg der Mailänder Seite, der dazu führte, dass die Kapelle zum Zeitpunkt von Colleonis Tod nicht fertig gestellt war.
Wenn von Amadeo als dem Architekten der Kapelle gesprochen wird, so sollte man nicht vergessen, dass ein solch komplexes Werk nicht das Werk eines Einzelnen sein kann. Amadeo war wahrscheinlich für die Gesamtkonzeption der Kapellenarchitektur und der Bildprogramme zuständig und hatte die Bauaufsicht inne. Für die Gebäudestruktur dürften die Moroni-Brüder, zwei venezianische Ingenieure, die Verantwortung getragen habe. Auch das Bildprogramm dürfte nicht von Amadeo allein stammen, üblicherweise wurde es im Zusammenspiel von Künstlern, Auftraggebern und humanistisch gebildeten Beratern entworfen.

### Das Testament Colleonis
Der Bau der Kapelle war 1471 im Testament Colleonis verfügt und bald darauf begonnen worden. Colleoni setzte im Jahr seines Todes, 1475, ein neues Testament auf, das zwei Tage vor seinem Tod noch durch ein Kodizill erweitert wurde. Neben der Regelung des materiellen und territorialen Erbes setzte Colleoni darin fest, dass die von ihm noch zu Lebzeiten gegründete Stiftung, der Luogo Pio, für die Fertigstellung und dann für die Liturgie in der Grabkapelle zuständig sei. Auf diese Weise hoffte Colleoni sicherzustellen, dass seine memoria auch nach dem Ableben seiner Erben gepflegt würde. Die Eigenständigkeit in Finanzierung und Ritus drückt sich architektonisch darin aus, dass die Kapelle baulich nicht in Santa Maria Maggiore eingegliedert ist, sondern sich als autonomer Baukörper neben sie gesellt.

## Baugeschichte

### Wahl des Ortes

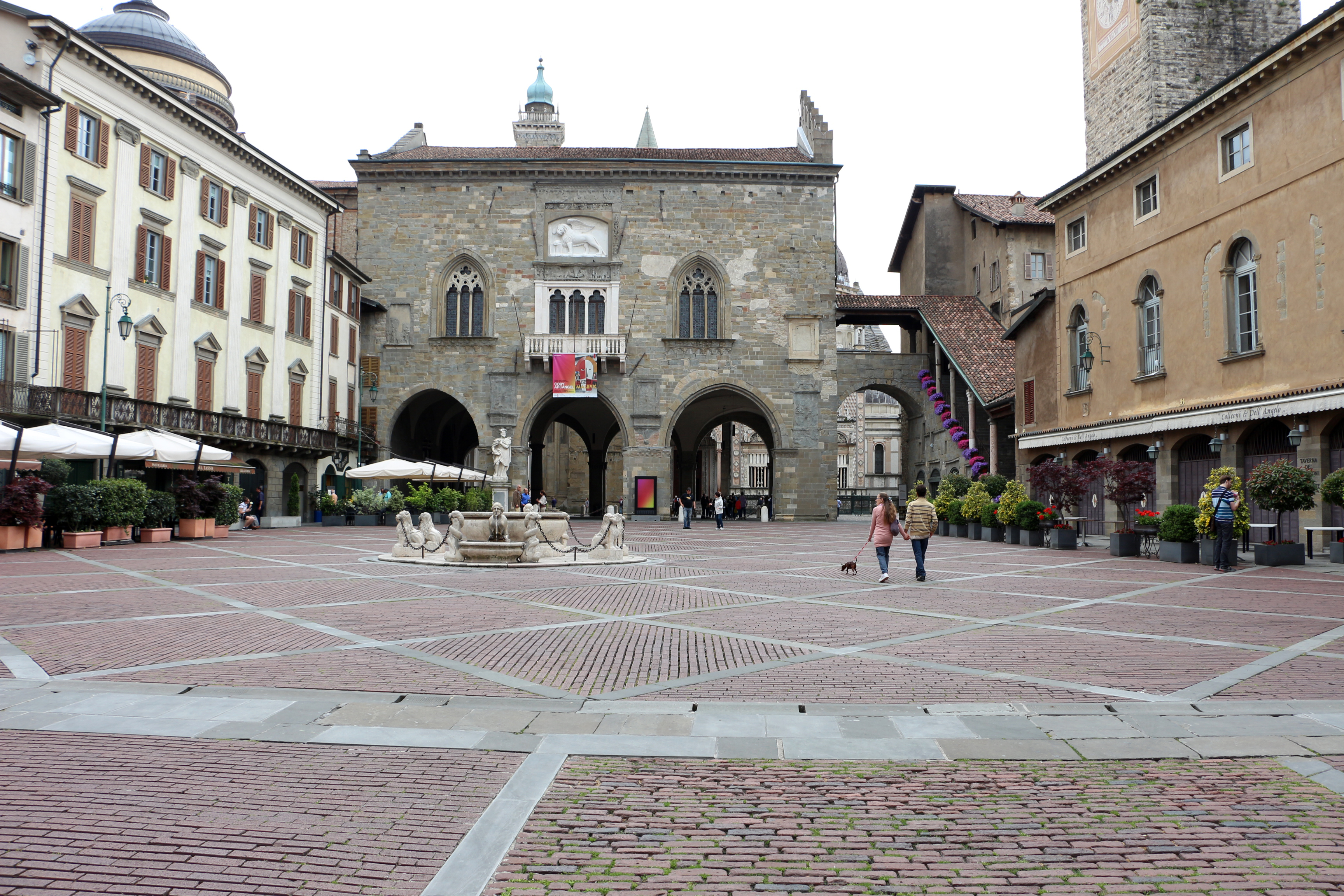
Blick von der heutigen Piazza Vecchia (ehem. Platea Nova) nach Süden auf den Palazzo della Ragione. Durch die Bögen der Loggia kann man die Colleoni-Kapelle erkennen.

Die Kapelle liegt an der Nordseite der Kirche Santa Maria Maggiore, auf der heutigen Piazza del Duomo und somit im politischen und religiösen Zentrum Bergamos. Die Wahl des Ortes lässt sich aus ihrem bauzeitlichen urbanen Kontext begründen. Der Platz ist umgeben von Santa Maria Maggiore, der Bürgerkirche Bergamos, im Süden, dem Bischofspalast im Westen, der Kathedrale Sant‘Alessandro Martire im Osten, und dem Palazzo della Ragione, dem Rathaus, im Norden. Durch die Loggia des Palazzo della Ragione ist die Piazza del Duomo (damals Platea parva S. Vincenti) mit der Piazza Vecchia (damals Platea Nova) verbunden. Colleoni wollte seine Grablege im absoluten Zentrum Bergamos wissen, dort wo kirchliche und weltliche Macht, apostolische und kommunale Repräsentation um ein Ensemble aus zwei Plätzen vereint sind.
Die Kathedrale Sant’Alessandro Martire war wegen ihrer 1472 begonnenen Neuerrichtung noch eine Baustelle, die jedoch bereits seit mehreren Jahren stillstand und für die vorerst keine Aussichten auf Weiterführung bestand, dementsprechend kam sie als Option für eine Grablege nicht in Frage. Ein Grab in Santa Maria Maggiore war ebenfalls nicht möglich, da in den Statuten der Bürgerkirche festgelegt war, dass jede Form von privater Repräsentation in ihr unterbunden werden sollte. Dadurch, dass der Bischofspalast direkt an die Ostfassade von Santa Maria Maggiore grenzt, ist die Kirche nur über die Seitenportale zu betreten und das Nordportal dient quasi als Hauptportal, da es der Piazza del Duomo und der Piazza Vecchia zugewandt ist. Bartolomeo Colleoni entschied sich, die Kapelle neben dem Nordportal von Santa Maria Maggiore als eigenständigen Bau zu errichten.
Durch den Neubau des Domes, der größer als sein mittelalterlicher Vorgänger werden sollte, schied aus Platzgründen der Abschnitt östlich des Nordportals aus, sodass die Kapelle an die Stelle der alten Sakristei westlich des Nordportals gebaut wurde. In der Forschung war man irrtümlicherweise lange Zeit der Auffassung, dass Colleoni die Sakristei gegen den Willen der Laienbruderschaft von Santa Maria Maggiore abreißen ließ.

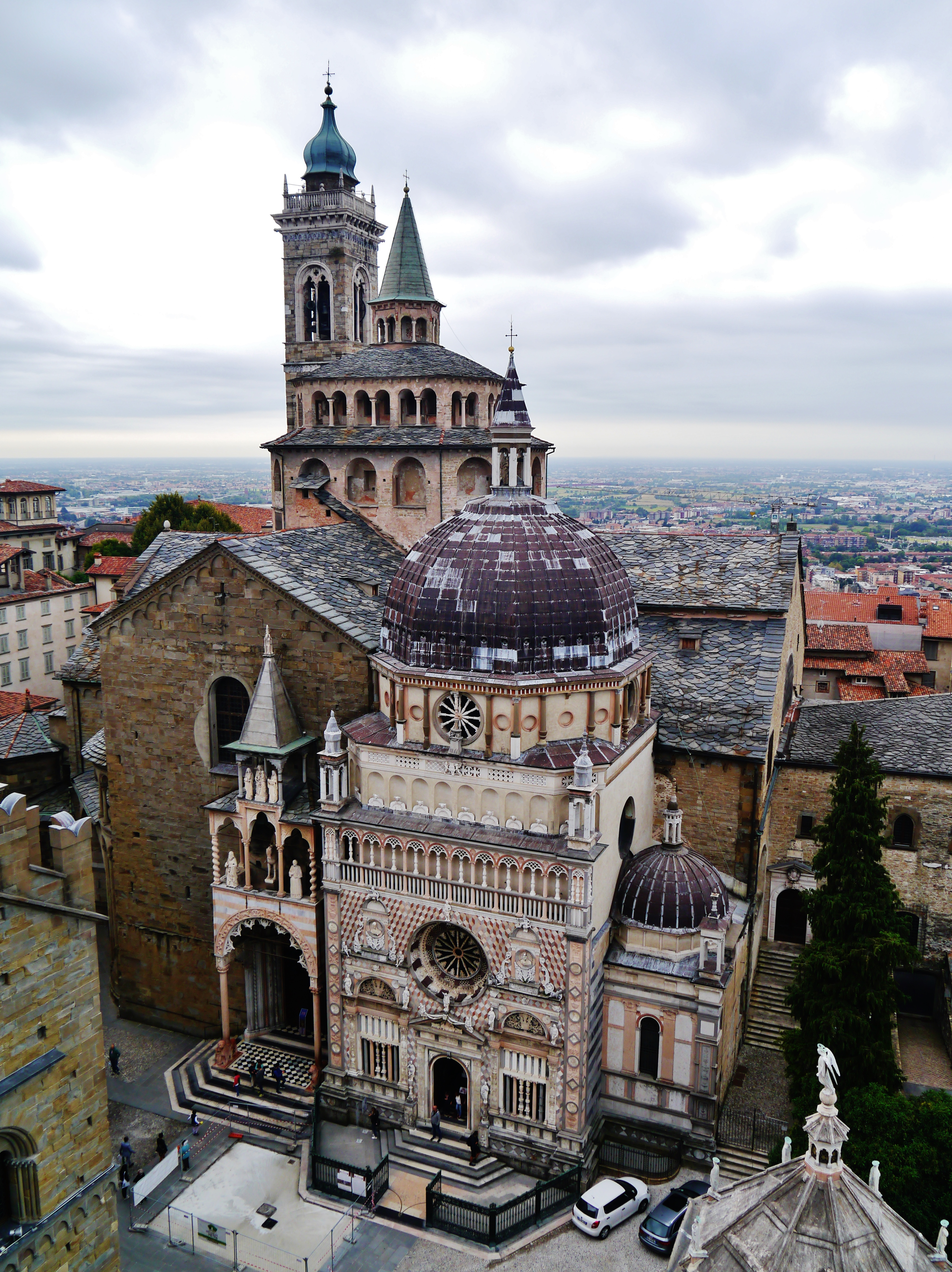
Die bedrängte Situation der Cappella Colleoni auf der Piazza del Duomo.

Der endgültige Standort hatte einige städtebauliche Implikationen: Die Kapelle konnte ihre Wirkung nicht nur auf den Domplatz, sondern auch auf die Piazza Vecchia entfalten. Dort befand sich, an der Stelle des heutigen Palazzo Nuovo, eine Gemeindeloggia, in der bedeutende Söhne und Töchter der Stadt auf Wandmalereien geehrt wurden. Zu den Dargestellten zählte auch Colleoni, der Kapellenbau auf der anderen Seite des Platzes antwortete somit gleichsam architektonisch auf die bildliche Ehrung in der Loggia. Colleoni ging in seinem Streben nach urbanistischer Einbettung sogar so weit, dass er anbot, den Palazzo della Ragione abreißen und an anderer Stelle neu errichten zu lassen. Der Rat von Bergamo hatte 1459 entschieden, den Palazzo stehen zu lassen. 1471 beschloss die Kommune, den Palazzo doch abzureißen – eine Entscheidung die wohl auf Druck Colleonis gefällt wurde, und noch im selben Jahr wieder rückgängig gemacht wurde. Die Kapelle scheint für den kleinen Platz, auf dem sie heute steht, überproportioniert. Vermutlich wurde bei ihrem Entwurf noch davon ausgegangen, dass der Palazzo della Ragione abgerissen werde und die Kapelle ihre Wirkung auf die Piazza Vecchia entfalten würde. Über den genauen Vorgang des Ratsbeschlusses kann nur gemutmaßt werden, es ist jedoch festzuhalten, dass der Abriss eines so zentralen Ortes der kommunalen Selbstverwaltung und Selbstbestimmung durch einen adeligen Militärführer einen unangenehmen symbolischen Beigeschmack gehabt hätte.
Schon die Wahl der Bürgerkirche Santa Maria Maggiore für seine Kapelle hatte despotische Anklänge. Die aus einer kollektiven Stiftung hervorgegangene Kirche ist wie der Palazzo della Ragione ein Bauwerk aus der Zeit, in der die Kommune frei und selbstverwaltet war. Indem Colleoni seine Kapelle davorsetzen ließ, markierte er seinen territorialen Anspruch auf Bergamo.

### Chronologie des Baus
Da die Sakristei in den Jahren 1472/73 abgerissen wurde, kann der Beginn der Bautätigkeit auf diesen Zeitraum datiert werden. Das Tauziehen um Antonio Amedeo hat den Baufortschritt immer wieder verhindert, sodass die Kapelle im November 1475, als Bartolomeo Colleoni starb, noch nicht fertiggestellt war. Der Leichnam des Condottiere wurde mehrere Monate lang provisorisch in einem mit Pech versiegelten Sarg aufbewahrt, bis das Grabmal 1476 vollendet wurde. Das Dach muss zu diesem Zeitpunkt noch ungedeckt gewesen sein, da das hierfür benötigte Blei erst 1477 eingekauft wurde. Ferner fehlten Bodenplatten sowie die Altartafel und -skulpturen. Diese konnten erst 1491 angebracht werden, der Auftrag für den Altar war dem inzwischen anderweitig beschäftigten Amadeo entzogen und dem Venezianer Pietro Lombardo erteilt worden. In dasselbe Jahr datiert die Verglasung der Fenster, sodass der Bau 1492, also etwa 20 Jahre nach Baubeginn, als fertig gestellt gelten konnte. Da Amadeo nur selten auf der Baustelle nachweisbar ist, oblag die Aufsicht über die Ausführung vermutlich Alessio Agliardi, dem Berater Colleonis. Die lange Bauzeit wurde auch dadurch verursacht, dass die venezianischen Nachlassverwalter sich immer wieder sträubten das nötige Geld zu bewilligen.

## Bauwerk

### Außenbau

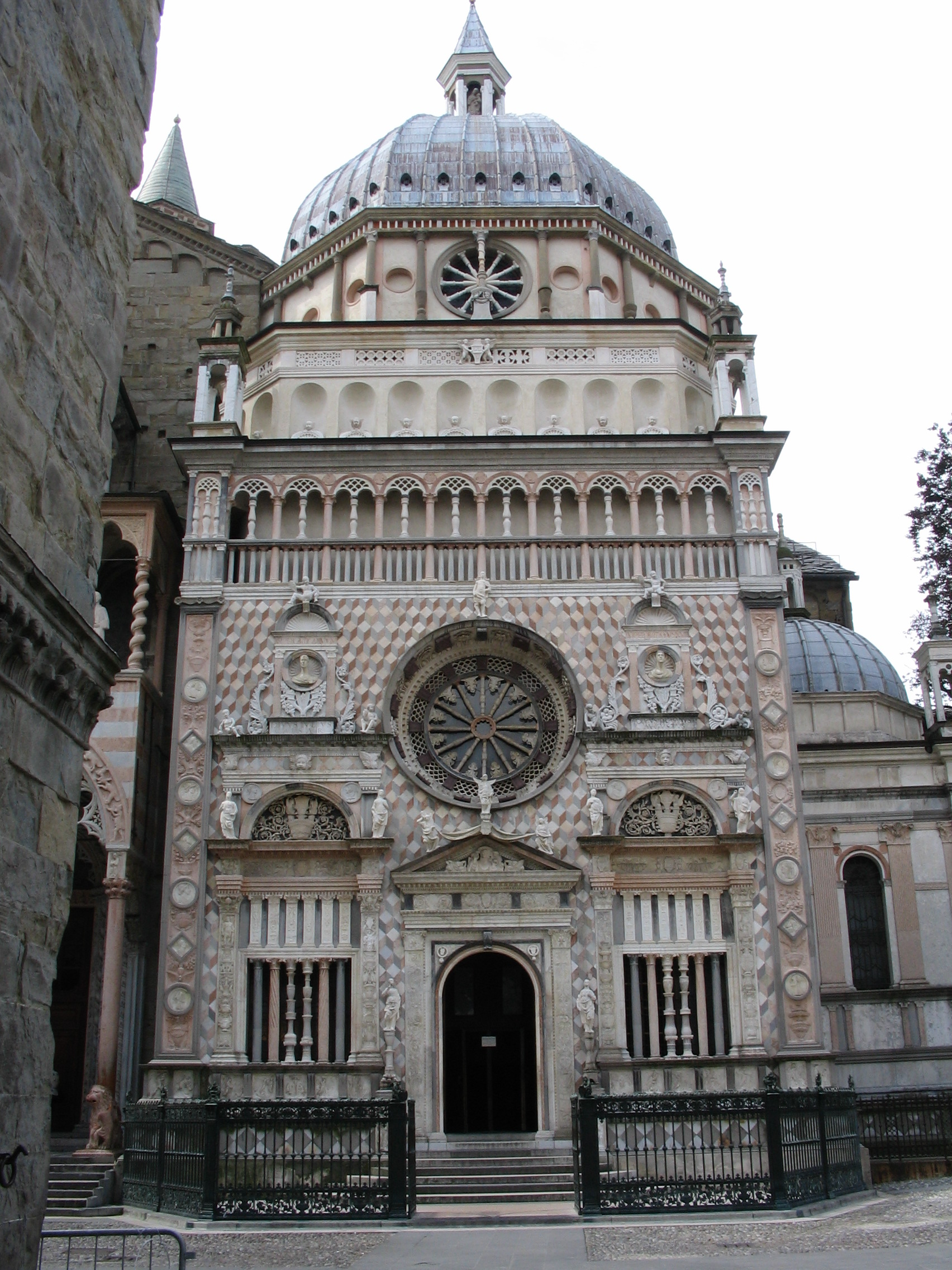

Die Kapelle grenzt an ihrer Rückseite an die Fassade von Santa Maria Maggiore an. Der Hauptraum ist ein überkuppelter Zentralbau über quadratischem Grundriss, ihm sind nach Westen zwei Nebenräume angefügt. Axial an der Mitte ausgerichtet findet sich der ebenfalls quadratische Chorraum, den Raum südlich davon bis zur Kirchenwand nimmt eine Sakristei ein. Die Fassade der Kapelle befindet sich an der Piazza del Duomo zugewandten Nordseite.
Das dreiachsige, symmetrische Hauptfeld der Fassade ist mit polychromem Marmor verkleidet. Sie wird gerahmt von schmalen Pilastern, die eine oben abschließende Galerie tragen. Das Galeriegeschoss durchzieht ein niedriges Geländer, bei dem zwischen zwei Rundpfeilern je vier gestauchte Säulchen mit Volutenkapitellen eingestellt sind, über dem Geländer nimmt eine zweiluchtige Arkatur mit Gitternetz im Bogenfeld den Rhythmus auf. Ein vorkragendes Gesims schließt die Kubatur des Gebäudekörpers ab. Das darauf liegende Nischengeschoss leitet in einen hexagonalen Tambour über, eine Schirmkuppel mit bekrönender Laterne bildet den Abschluss. Die Fassade hat eine klar vertikale Ausrichtung, sie beherrscht den Platz durch ihre Größe, aber auch durch die Polychromie der 17 eingesetzten Gesteinsarten und die Vielzahl und Kleinteiligkeit ihres Dekors. Die Grundebene der Fassade ist mit einem rhombischen Muster von polychromen Marmorinkrustationen überzogen, die Filaretes Entwurf für den Bergamasker Dom zitiert und auf römische Wandverkleidung (opus reticulatum) rekurriert.
Die Fassade entwickelt sich über einer durchlaufenden Sockelzone. Zwei Bänder aus polychromen Marmor bilden die Basis, ein Gurtgesims leitet etwa auf Augenhöhe in einen Fries über, in dem Reliefs die Szenen aus dem Buch Genesis (unter den Fenstern) und Taten des Herkules (unter den Pilastern) zeigen. Der obere Abschluss des Frieses, der wiederum durch ein Gurtgesims markiert wird, dient zugleich als Basis der Fenster und der Eckpilaster. Die durchlaufende Sockelzone wird mittig durch das um drei Stufen erhöhte Portal gesprengt.
Das Portal, das als Symmetrieachse für die Fassade dient, ist als Ädikula mit Dreiecksgiebel gestaltet. Die zweiflügelige Holztür im Rundbogen wird von zwei kompositen Pilastern gerahmt, deren Spiegel überreich mit vegetativem Dekor versehen sind. Ein ornamentierter Faszienarchitrav trägt das Gebälk mit Rankenfries, Zahnschnitt und ionischem Kymation, darüber der Giebel nach gleichem Muster. Im Tympanon ist im Hochrelief Gottvater im Akt der Segnung zwischen Engeln dargestellt. Den Abschluss des Portals bilden drei Engel, die ein Tuch mit dem Colleoni-Wappen halten, das am Scheitel des Giebels befestigt ist. Über dem Portal befindet sich das tiefliegende zentrale Rundfenster, dessen akzentuierte Speichen auf das Rad der Fortuna rekurrieren. In Supraposition zu dem Giebel, also auf der Mittelachse der Fassade, steht auf dem Rundfenster die Statue eines antik gewandeten Soldaten, wahrscheinlich Colleoni selbst darstellend.
Das Portal wird von zwei Fenstern flankiert, die durch rahmende Pilaster, ein verkröpftes Gebälk und eine Attika mit Segmentgiebel zu Triumphbögen überhöht sind. Die im Verhältnis zur Rahmung kleinen Fensteröffnungen sind durch fantasievolle polychrome Säulen verstellt, über ihnen füllen gestauchte Pilaster die übrige Fläche zum Gebälk. Die Fenster mitsamt ihrer Rahmung sind unorthodox in ihrer Gestaltung, klassische tektonische Regeln und Proportionen treten zurück hinter eine Fülle von Dekor: Tugenddarstellungen, Putten mit Füllhörnern, Greifen, Kandelaber, Medaillons und Pflanzenornamentik erfüllen durch ihre Häufung und Vielfalt die ästhetische Kategorie der varietas. Die Fenster werden durch Ädikulä bekrönt, in der Ädikula über dem linken Fenster ist eine durch Inschriften bezeichnete Büste Gaius Iulius Cäsars zu sehen, rechts ist Trajan dargestellt. Ranken und Putten mit Colleonis Wappen flankieren die Ädikulä.
Die Fassade wird von Eckpilastern gefasst, welche das Hauptfeld der Fassade mit der Galerie verklammern. Auf ihren Spiegeln aus rotem Veroneser Marmor sind in alternierender Reihenfolge Marmor-Medaillons mit Profilbüsten von uomini illustri (berühmten Persönlichkeiten der Antike) und Apostelköpfen in rautenförmigen Bildfeldern angebracht, die Lücken dazwischen zeigen im Flachrelief Kandelaber, Vasen und Fruchtkörbe. Die Pilaster werden oberhalb des Galeriegeschosses durch Tabernakel bekrönt.
Das Nischengeschoss kontrastiert durch seinen schlichten weißen Putz und die vom Platz aus kaum sichtbaren Puttenköpfe in den Nischen zum Dekor des Fassadenfeldes. Dies gilt auch für den Tambour, doch scheint er ehemals mit Terrakotta-Lisenen und Imperatoren-Büsten, ebenfalls aus Terrakotta, versehen gewesen zu sein. Die vor dem Rundfenster des Tambours aufgestellte Spiralsäule dürfte auf eine Restaurierung des 19. Jh. zurückzuführen sein. Die die Kuppel bekrönende Laterne nimmt die Form der Tabernakel über den Eckpilastern der Fassade wieder auf, ist jedoch deutlich größer. In ihr steht die Statue einer Madonna mit Kind.

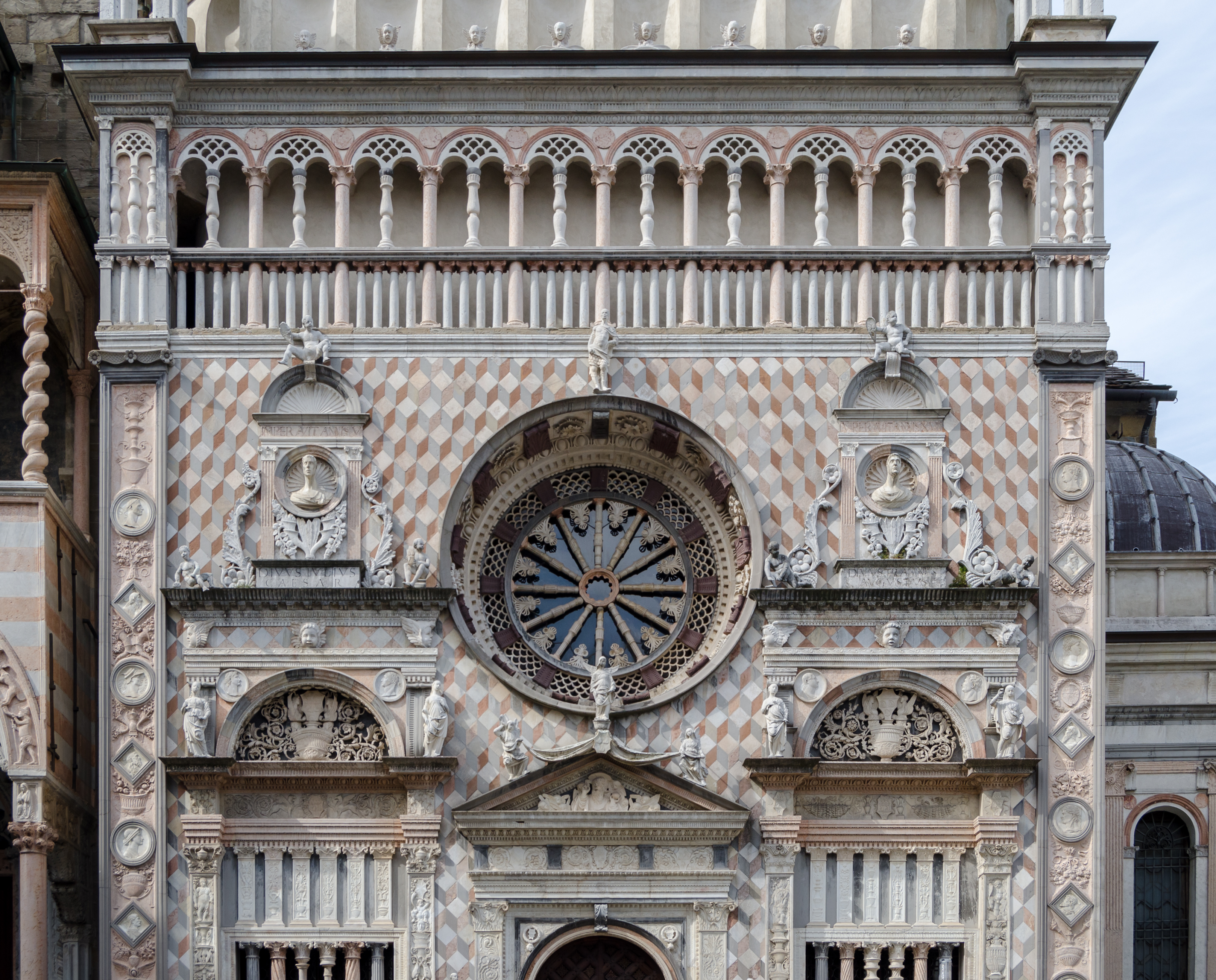
Obere Fassadenhälfte, Detailansicht.
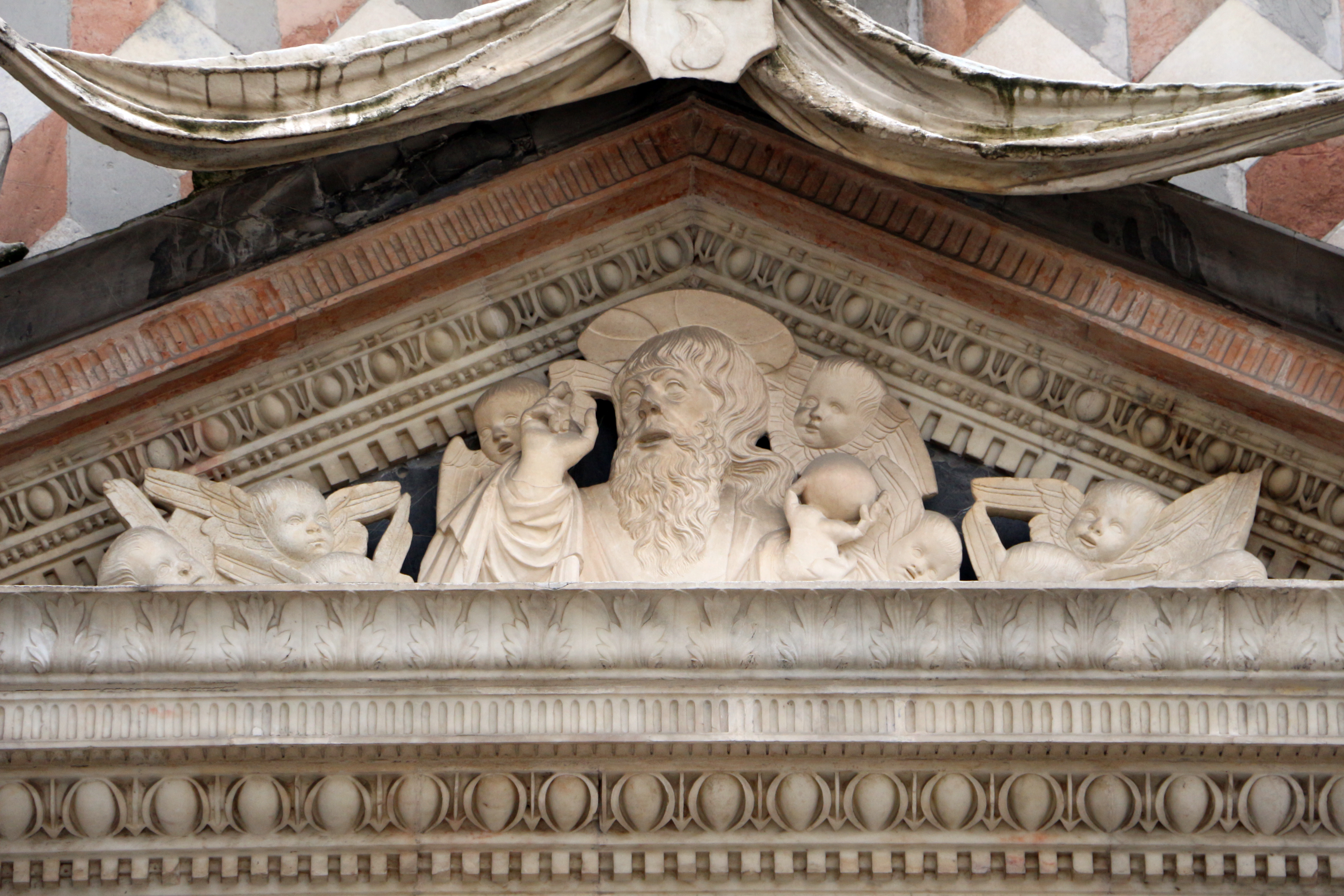
Tympanon über dem Portal mit segnendem Gottvater
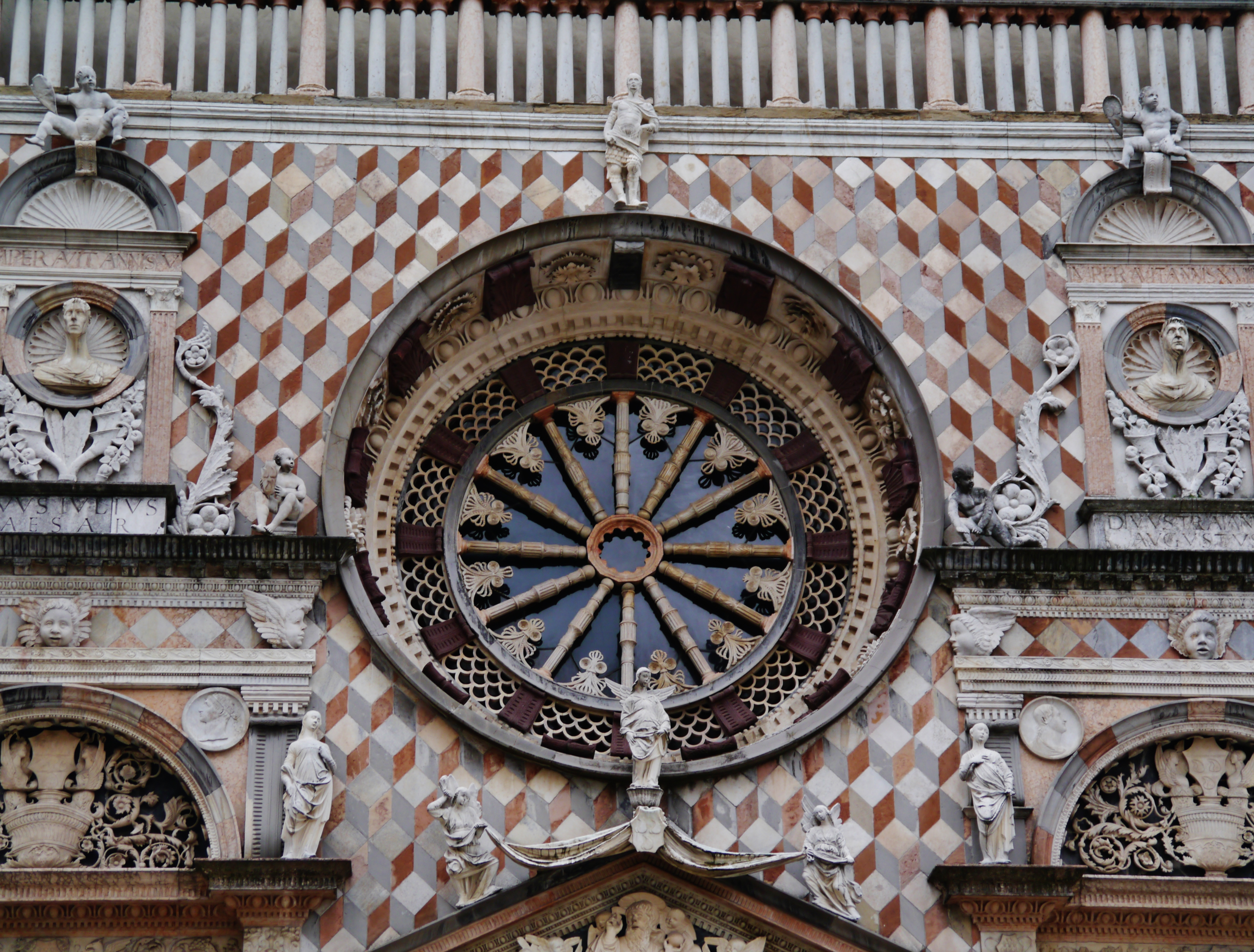
Zentrales Radfenster mit flankierenden Ädikulae. Unten, über dem Colleoni-Wappen auf dem Giebel stehend, Engelsstatue. Oben, antik gewandete Feldherren-Statue.
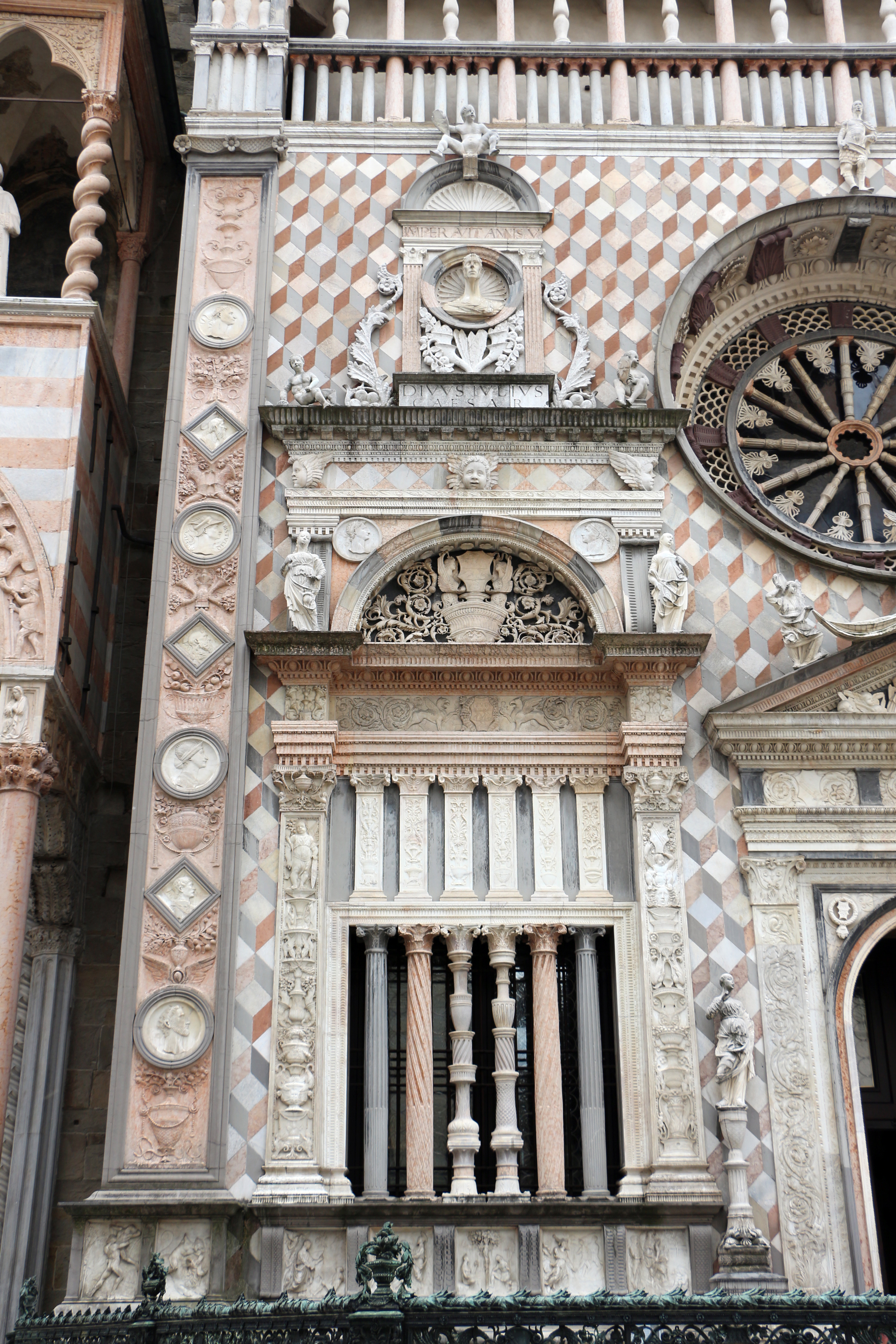
Linke Fassadenhälfte mit Fenster in der unteren Geschosszone, eingestellte polychrome Säulen und Dekorfülle.
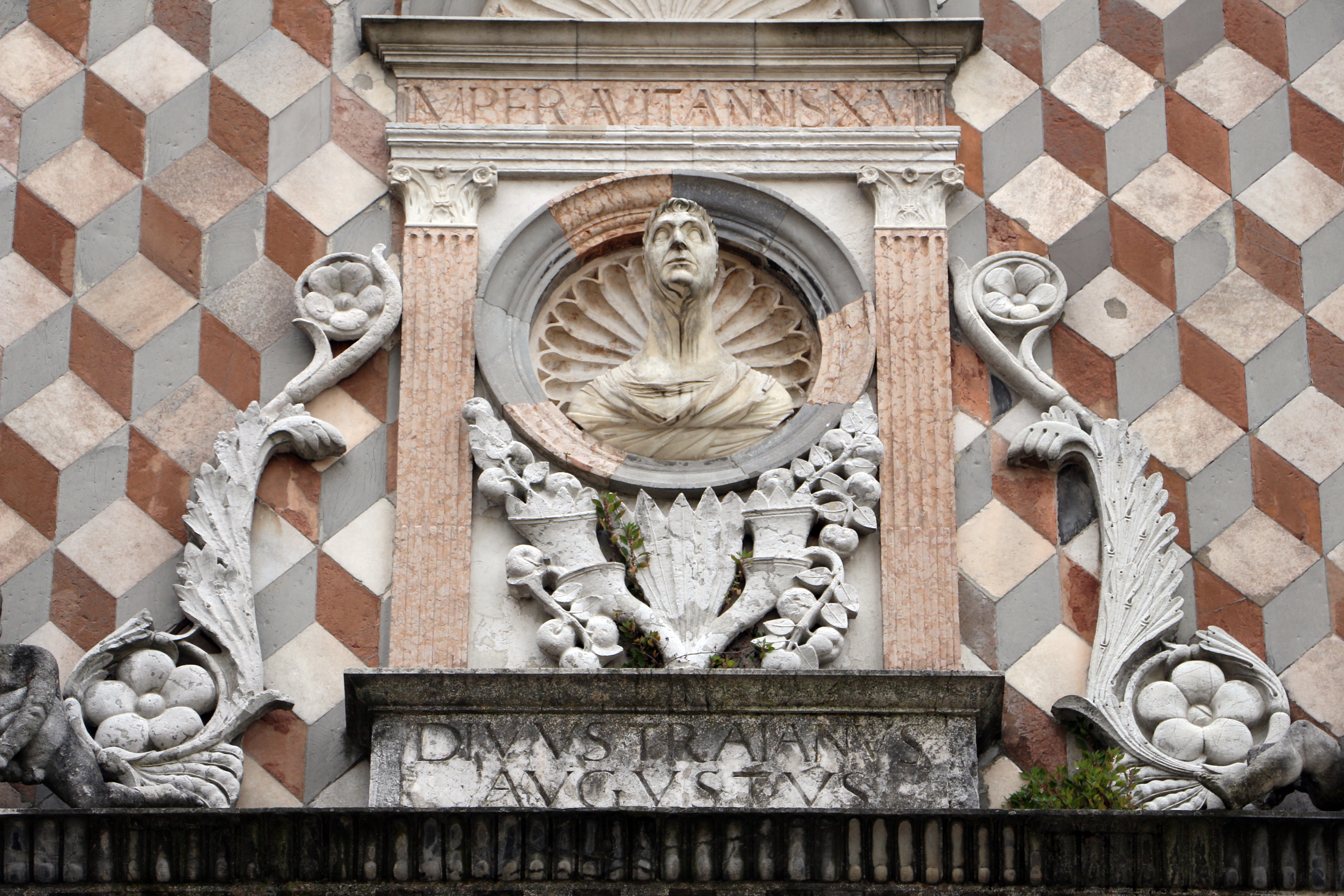
Fassade, Ädikula über dem rechten Fenster mit Büste Trajans
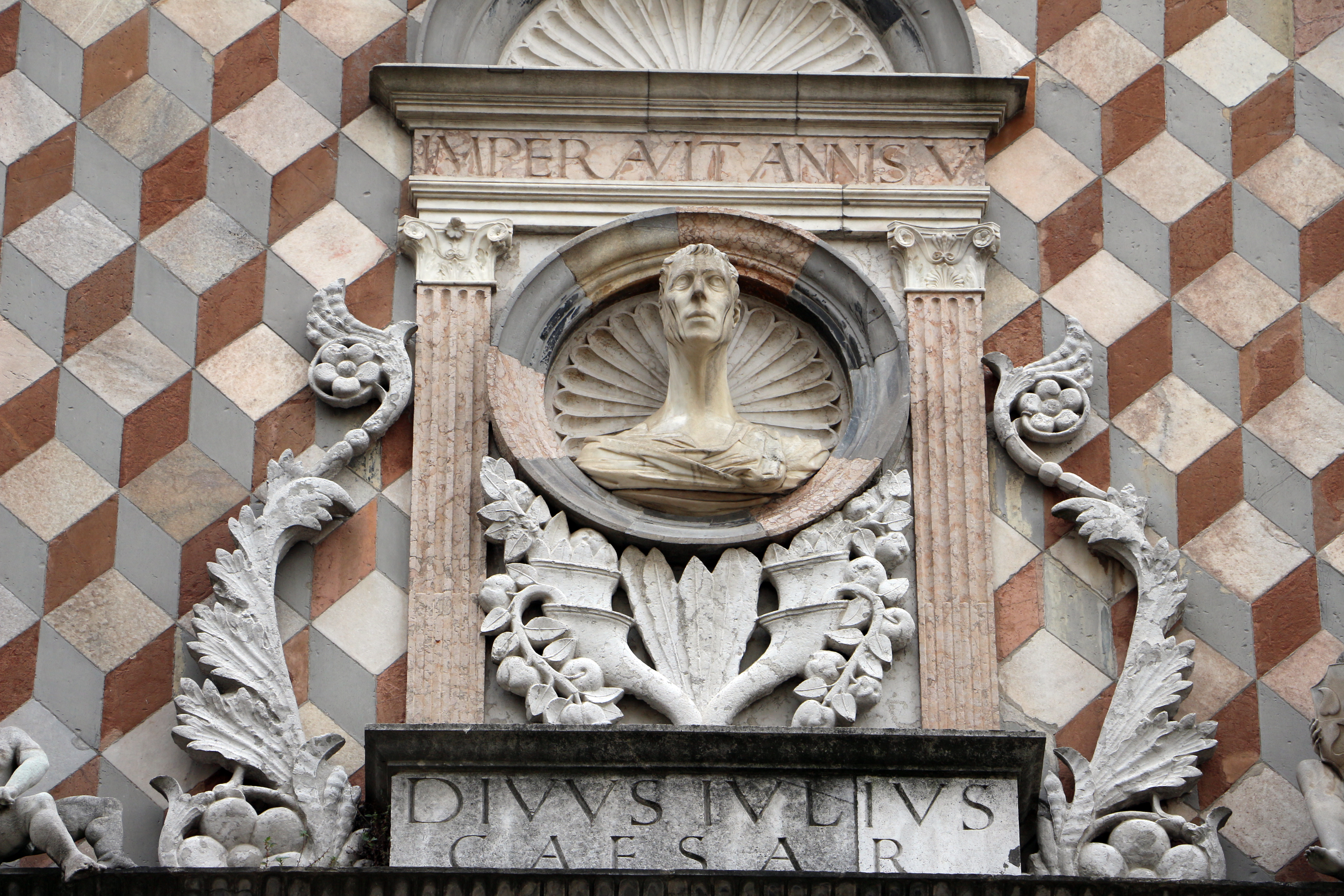
Fassade, Ädikula über dem linken Fenster mit Büste Cäsars
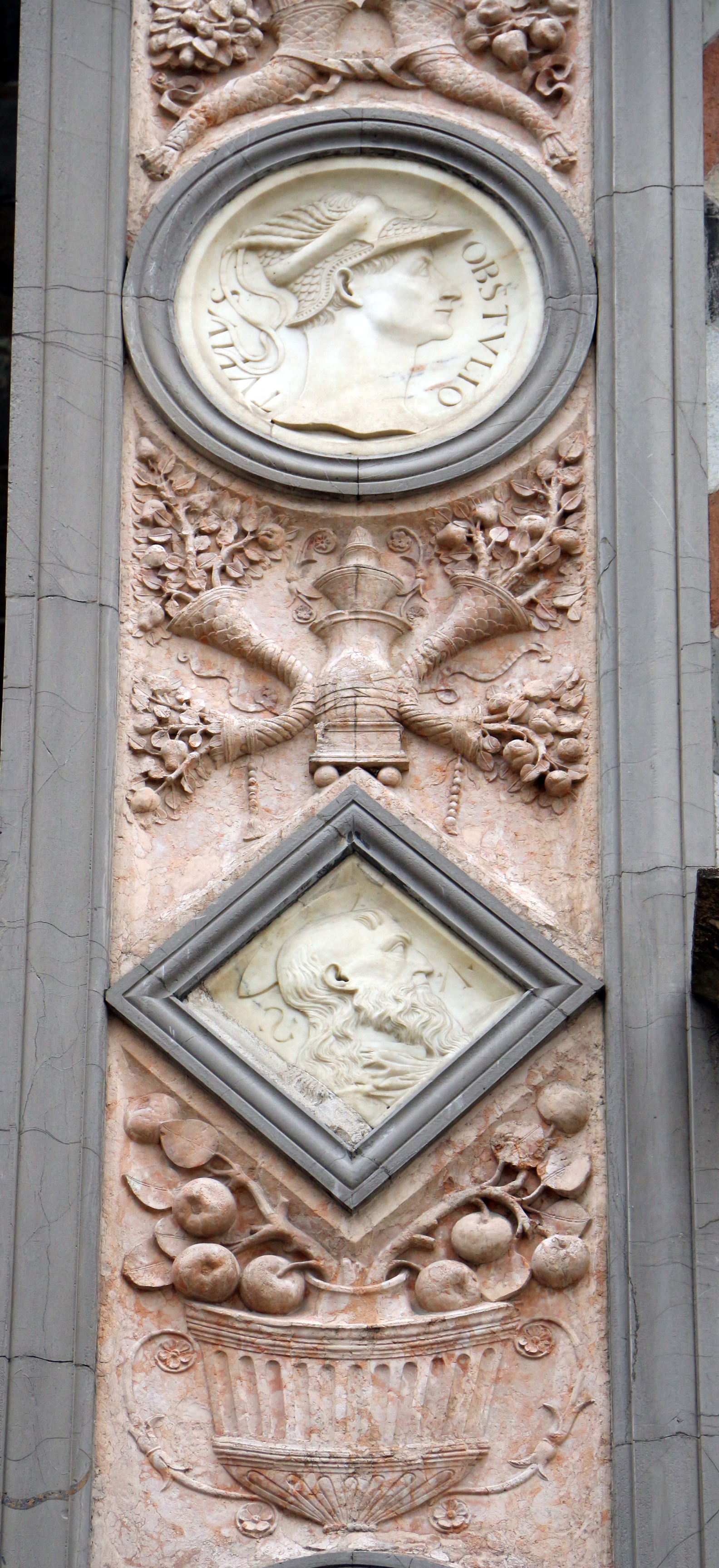
Rechter Eckpilaster, Spiegel aus rotem Veroneser Marmor, Detail mit uomo illustro „Tullus Obstulio“ im Rundfeld und Apostelkopf im Rautenfeld.
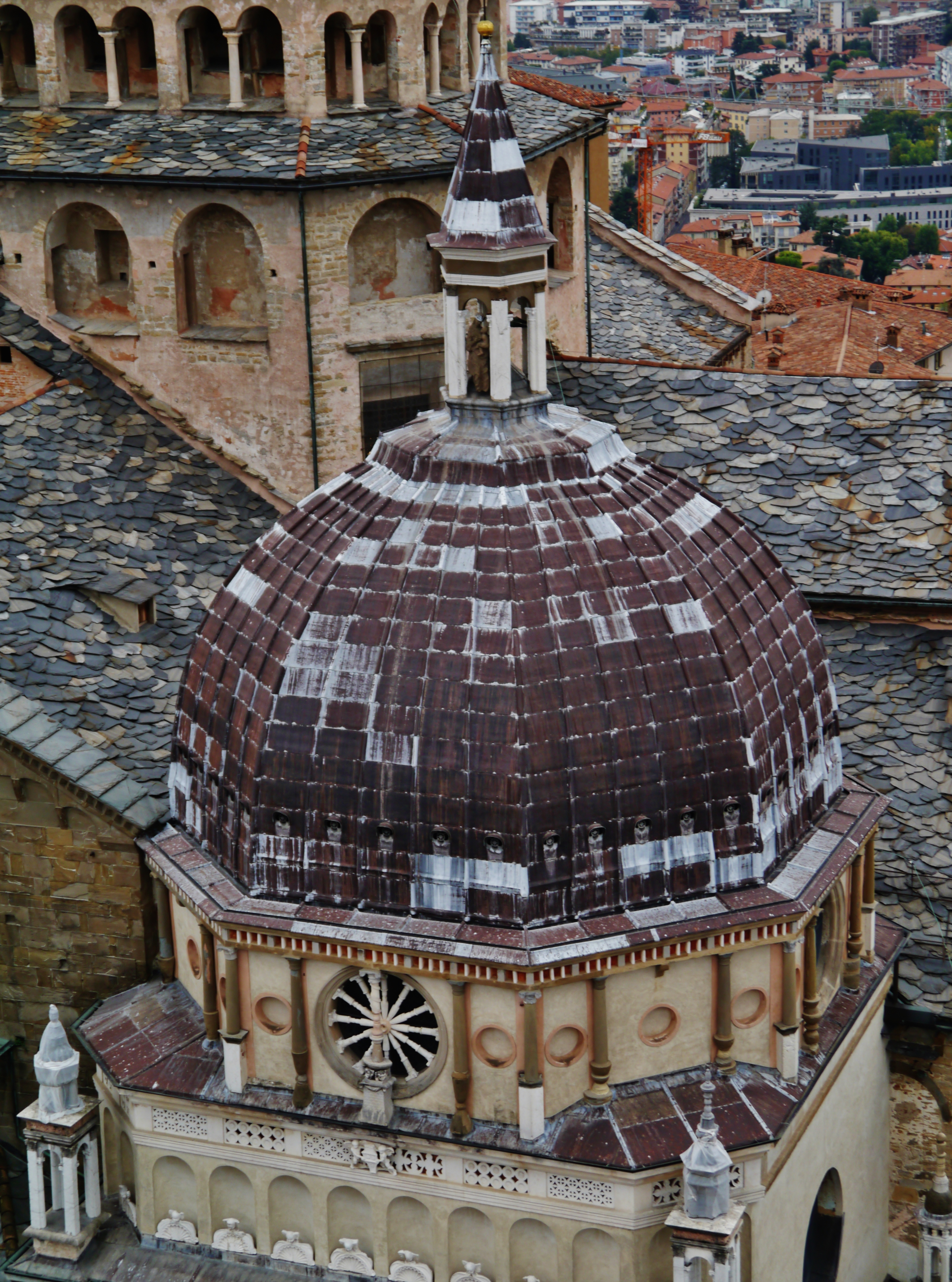
Kuppel der Colleoni-Kapelle. Blick vom Campanone nach Süden.

### Innenraum
Der Innenraum erfuhr mehrere Umgestaltungen, der heutige Eindruck unterscheidet sich sehr von dem bauzeitlichen.
Die Wandfelder in ihrer heutigen Form sind in zwei horizontale Zonen geteilt, die in den Ecken durch verkröpfte Viertelpilaster mit umlaufendem Gebälk gefasst sind. Darüber ansetzend leiten Lünetten und Pendentifs zur Kuppel über, die Gliederung der Fassade stimmt also nicht mit der des Innenraums überein. Die untere Wandzone ist mit Stuck-Ornamenten versehen, die farblich auf die Skulpturen des Grabmals reagieren, die obere Zone ist in Pastelltönen gehalten. Dort findet sich ein Zyklus mit alttestamentarischen Szenen, ausgeführt von namhaften italienischen Malern des 18. und 19. Jahrhunderts.

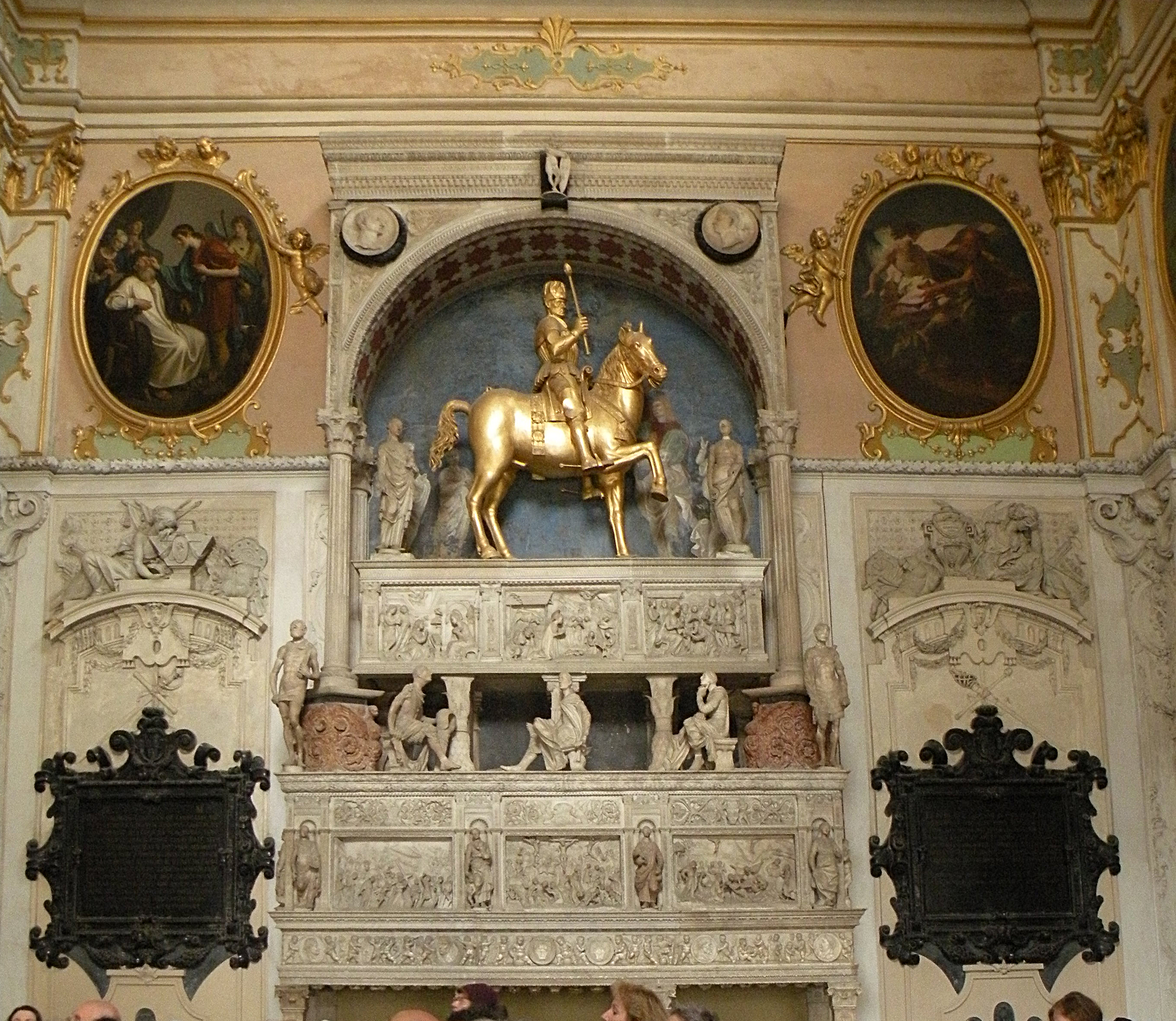
Grabmal Colleonis mit vergoldeter Reiterstatue

Gegenüber dem Eingang befindet sich als Mittelpunkt der Gesamtinszenierung das Grab Colleonis. Das Grab steht mittig und sprengt die Zonenteilung der Wand. Vier Löwen bilden die Sockel von schmalen Pfeilern und damit den Ausgangspunkt der in die Höhe strebenden Grabmalarchitektur. An der rückwärtigen Wand entsprechen den Pfeilern flache Pilaster, die der Wand vorgeblendet sind. Diese Pfeiler tragen einen Sarkophag, in dem sich der Leichnam Colleonis befindet. Ein fünfteiliger Reliefzyklus auf seiner Seite zeigt die Passion Christi. Der Sarkophag bildet die Plattform für drei sitzende Feldherren-Statuen im römischen Gewand, an den Ecken stehen links ein bärtiger Mann im Löwenfell, der als Herkules oder Samson identifiziert wird, rechts sehr wahrscheinlich David. Hinter den sitzenden Feldherren-Statuen tragen drei dekorierte Pfeiler einen zweiten kleineren sarkophagartigen Kasten. Dieser ist an seiner Frontseite mit drei mariologischen Reliefs verziert. Auf dem Scheinsarkophag steht eine Reiterfigur aus vergoldetem Holz, sie zeigt Colleoni mit den Attributen eines Condottiere, ihn begleiten zwei weibliche Statuen unklarer Deutung. Als Möglichkeiten sind links Delilah oder Judith vorgeschlagen worden, die rechte, gerüstete Figur wurde als Jael oder als Minerva gedeutet. Alle drei Skulpturen sind von einem Rundbogen eingefasst, dessen Säulen den kleineren Sarkophag rahmen. Das Grab war ursprünglich durch hölzerne Inschriftentafeln flankiert, auf denen panegyrisch die Leistungen und Tugenden Colleonis aufgezählt wurden, heute befinden sich an der entsprechenden Stelle schwarze Marmortafeln aus dem Jahr 1599. Über ihnen befinden sich in ovalen Bildfeldern obengenannte Szenen aus dem Alten Testament.

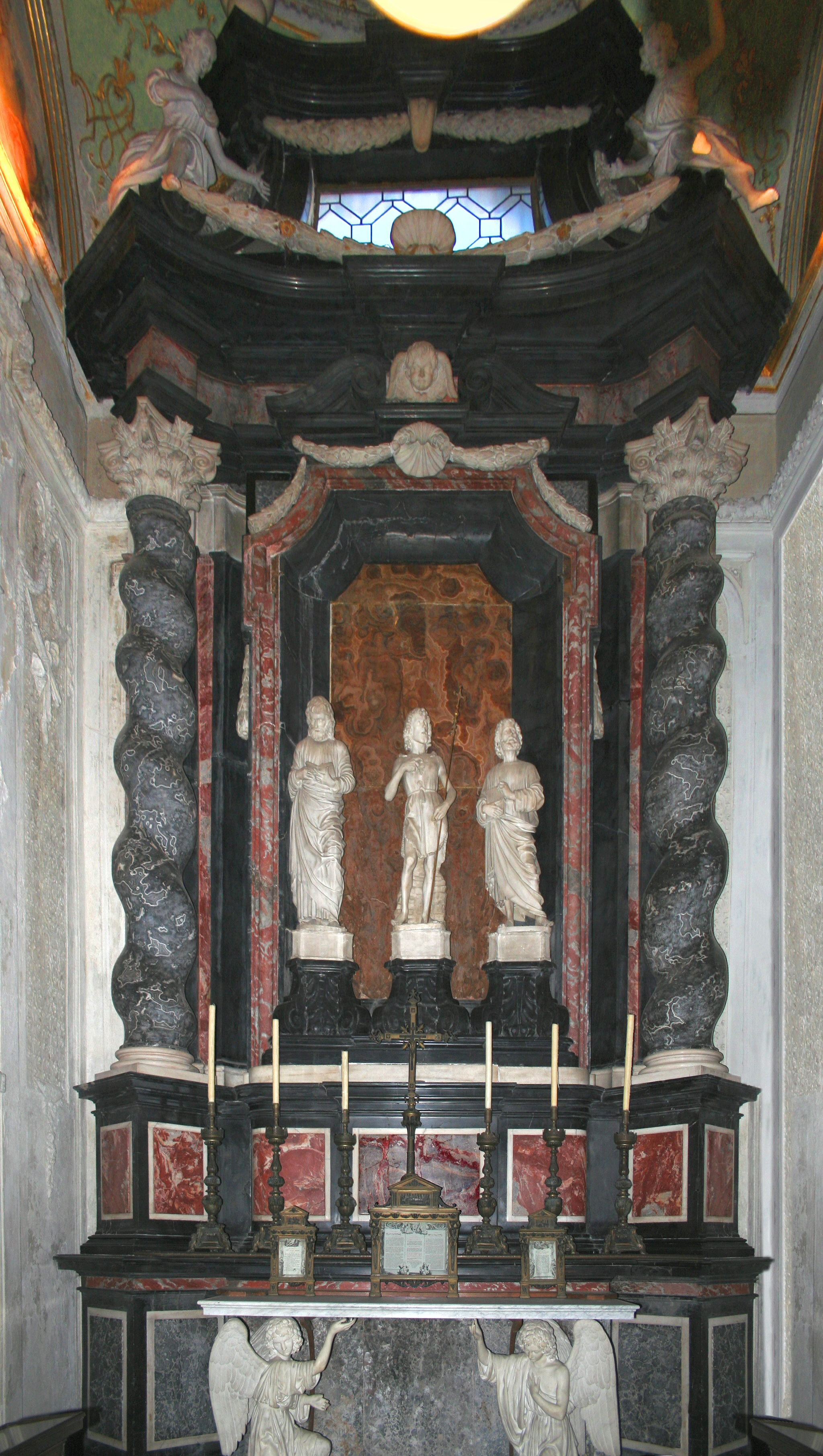
Blick nach Westen in den Chorraum auf den barocken Altar mit den Cinquecento-Skulpturen aus der Lombardi-Werkstatt.

An der linken, östlichen Wand befindet sich seit dem 19. Jh. mittig das Grab von Medea Colleoni, der Tochter Bartolomeos, es wird flankiert von zwei Holztüren. Die nördliche Tür ist eine aus ästhetischen Gründen angebrachte Scheintür, die südliche dient dem selten genutzten Durchgang zum Kirchenraum von Santa Maria Maggiore. Ebenso verhält es sich auf der gegenüberliegenden Westseite: der Chorraum wird ebenfalls von zwei Türen flankiert, die südliche dient als Durchgang zur Sakristei, die nördliche ist wiederum eine Scheintür. Der Chorraum ist ebenfalls überkuppelt, jedoch deutlich niedriger. In ihm befindet sich der barocke Altar, auf dem Heiligen-Skulpturen aus der Lombardo-Werkstatt stehen – die einzigen Überreste der ursprünglichen Chor-Ausstattung.

### Bauikonologie
Die Eigenständigkeit der Kapelle, die sich auf administrativer Ebene durch die Anbindung an den Luogo Pio manifestiert, wird auch baulich herausgestrichen. Es gibt zwar einen Durchgang aus der Kapelle in den Kirchenraum von Santa Maria Maggiore, doch scheint er selten benutzt worden zu sein, und auch architektonisch erfährt er keine besondere Betonung. Ganz im Gegenteil ist die Kapelle ganz darauf ausgerichtet, dass die Besucher vom Platz her kommend durch das Portal treten. Die somit verfolgte Strategie der Rezeptionssteuerung lässt sich wie folgt beschreiben: Aus der Entfernung der heutigen Piazza Vecchia nehmen die Betrachter zuerst die architektonischen Großformen wahr, bei Annäherung wird die Fassade mit ihrer Bauskulptur immer detaillierter lesbar und bereitet einen auf die Klimax vor: das Innere mit dem Grab von Colleoni selbst. Durch die Betonung des Hauptportals wird diese Leserichtung vorgegeben, während gleichzeitig in die entgegengesetzte Richtung die Kapelle auf den umliegenden Stadtraum wirken kann, ohne dass es einer Vermittlung durch den Kirchenraum bedarf.
Indem auf die gerahmte, quadratische Fassade die Tambour- und Kuppelaufbauten aufgesetzt werden, erhält die Kapelle eine vertikale Ausrichtung. Diese braucht es, um als eigenständiger Bau wahrgenommen zu werden, der sich von der Kirche absetzt und diese gleichzeitig optisch zu überragen scheint. Die Vertikalität wird durch die spitze Kuppel und die aufgesetzte Laterne betont. Die spitze Kuppel erinnert an venezianische Kuppelformen, was auf die Fertigstellung des Baus unter venezianischer Aufsicht zurückzuführen sein dürfte. Das Interesse dahinter dürfte zweierlei Gestalt sein: einerseits wird dadurch das Verhältnis zwischen Colleoni und der Republik Venedig betont, andererseits verleiht Venedig seinen territorialen Ansprüchen Ausdruck. Dies ist in Hinblick auf die Lage Bergamos von besonderer Bedeutung, schließlich lag es an der äußersten Grenze der Terraferma in unmittelbarer Nähe zum Rivalen Mailand.
Der Bautyp des überkuppelten Zentralbaus bietet ein Vielfaches an Deutungsmöglichkeiten. Der nächstliegende Rekurs ist der auf das Grab Christi in der Anastasis-Kirche in Jerusalem. Diese typologische Entsprechung geht mit einer inhaltlichen einher, schließlich wurde die Kapelle als Colleonis Grablege konzipiert. Zusätzlich war die Verwendung von Zentralbauten für sepulkrale Funktionen auch aus der römischen Antike bekannt.
Obwohl die Kapelle sich von Santa Maria Maggiore absetzt, ist sie um ästhetische Bindeglieder bemüht. So folgt sie der Polychromie des Nordportals, dessen Proportionen sie übernimmt und an Größe und Dekor deutlich übertrifft.

## Innenausstattung

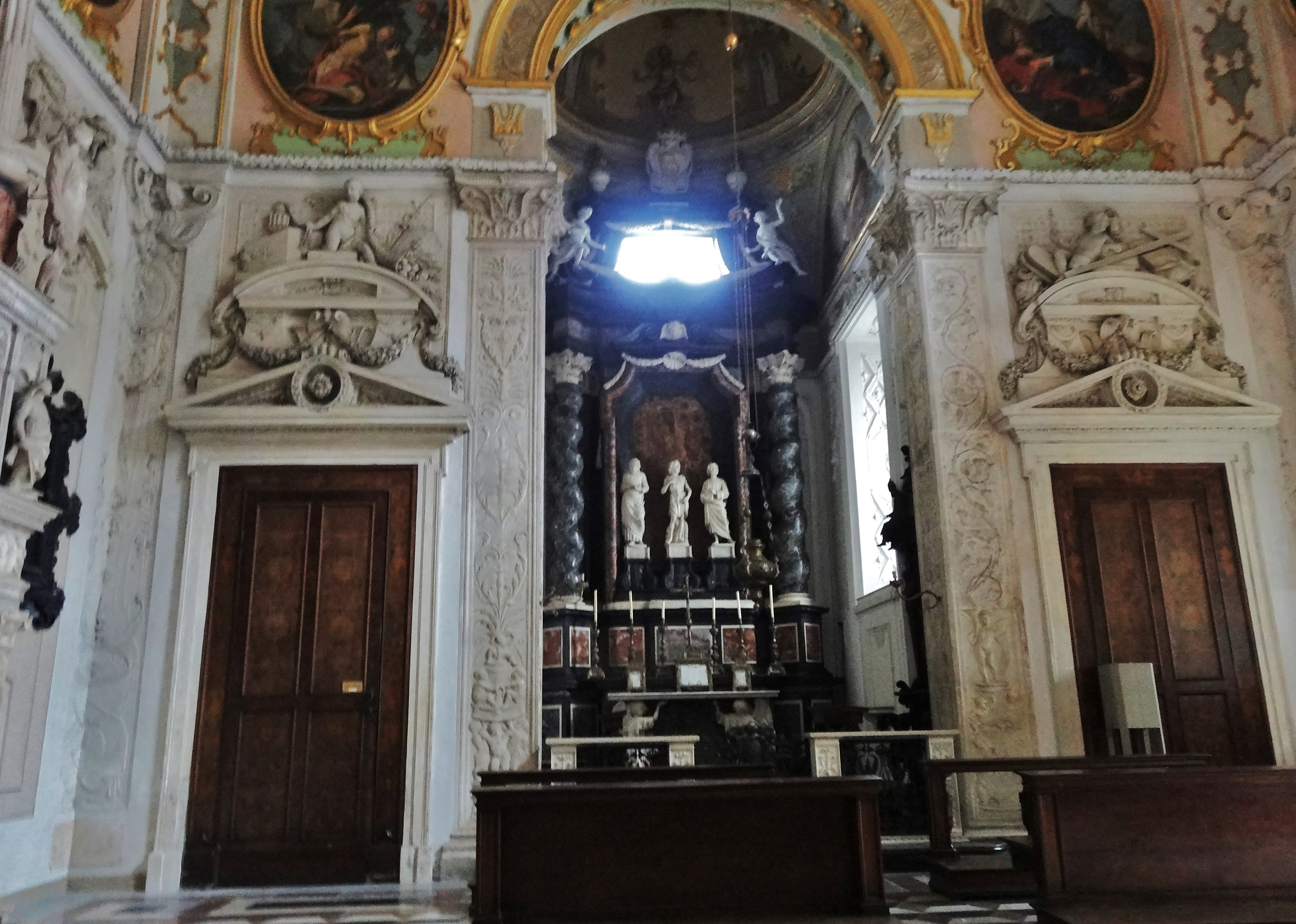
Blick in den Chorraum nach Westen. Links die Tür zur Sakristei, rechts eine Scheintür.

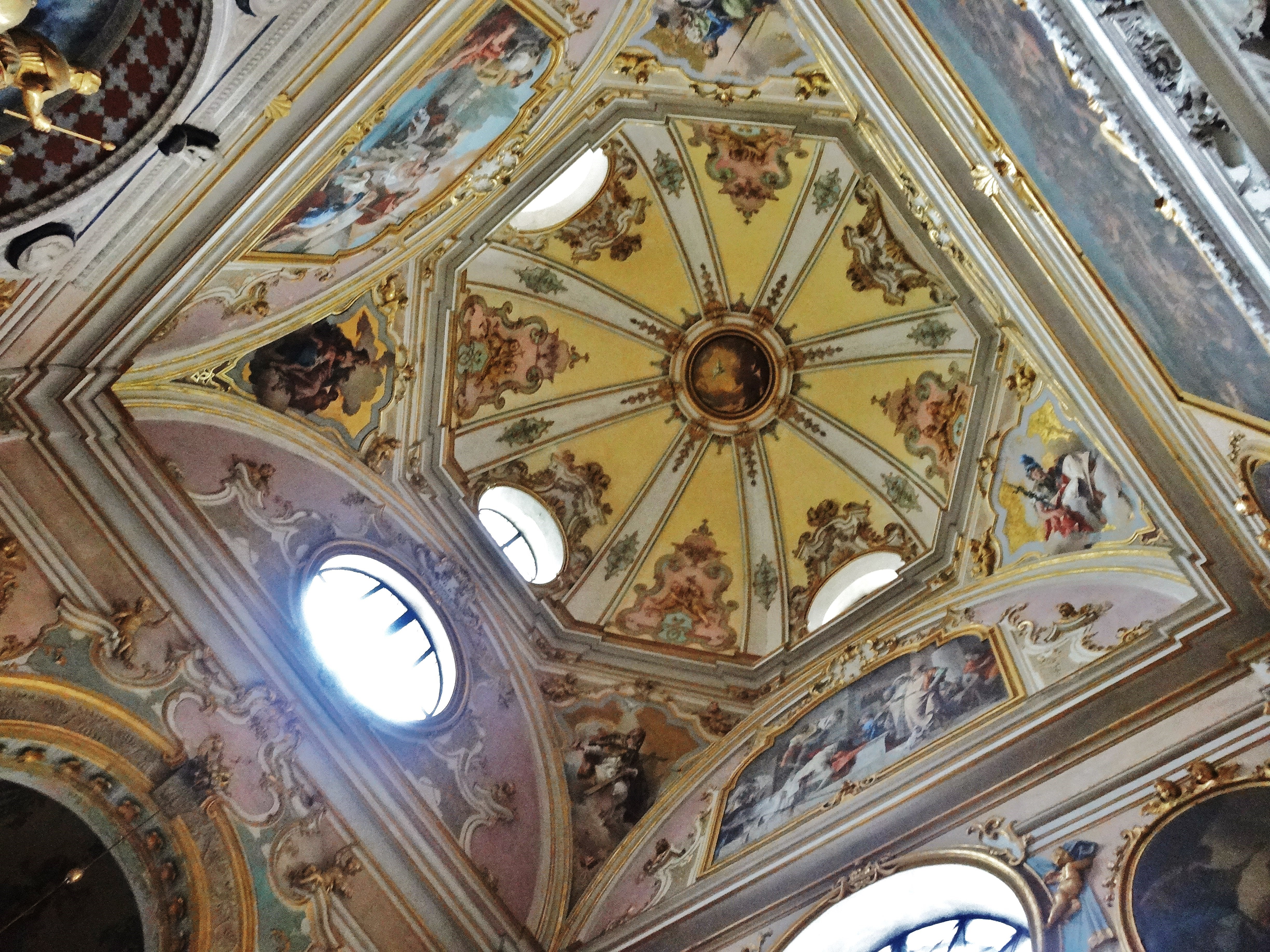
Innenansicht der Kuppel

### Ursprüngliche Ausstattung
Die ursprüngliche mobile Ausstattung der Kapelle ist verloren, doch lässt sich einiges aus Dokumenten rekonstruieren. So waren bei der Begräbnisprozession das Wappen, der Harnisch und der Helm Colleonis mitgeführt und in die Kapelle gebracht worden, dort befanden sie sich seitdem nebst Standarten als beweglicher Schmuck auf und neben dem Grabmal. Für das 16. Jh. lassen sich Fresken mit Darstellungen von den wichtigsten Schlachten Colleonis, vermutlich von Nicolò de Boneris, und von Heiligen, vermutlich aus der Hand Gerolamo Colleonis, nachweisen.

### Veränderungen

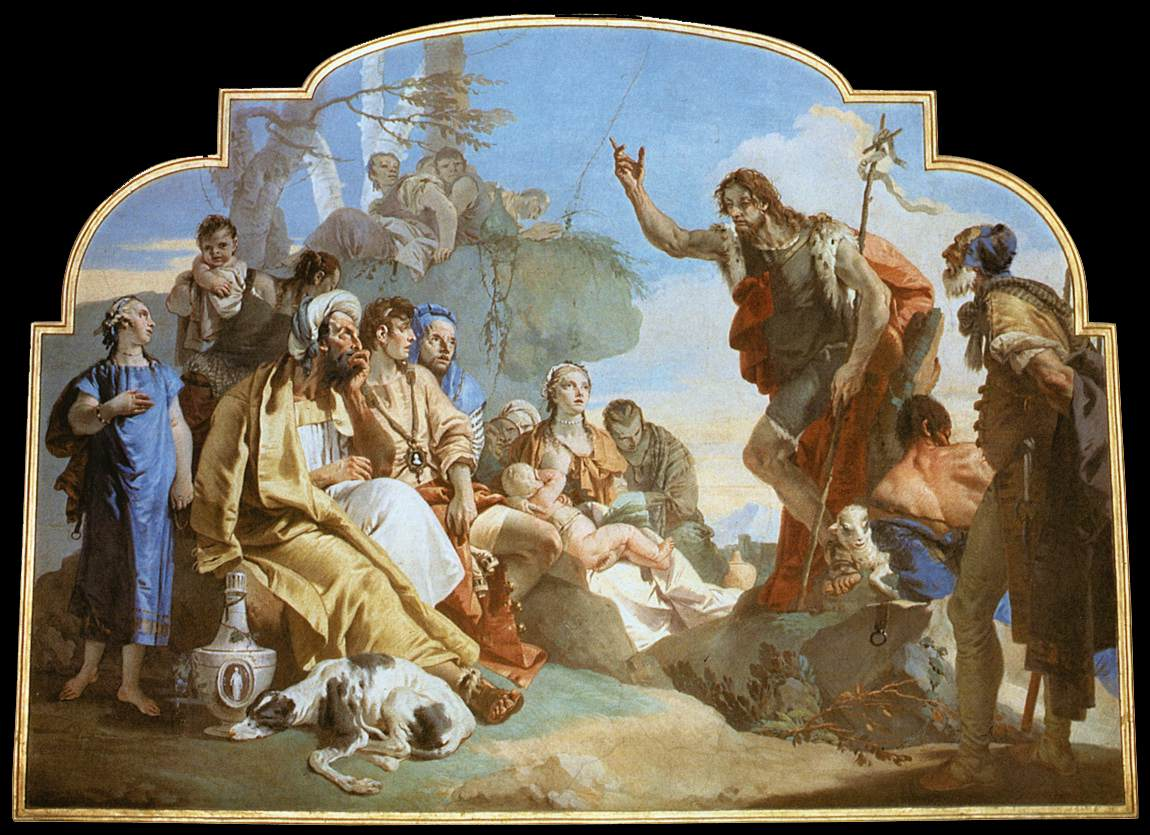
Giovanni Battista Tiepolo, Predigt Johannes des Täufers

Mitte des 17. Jh. beschlossen die Vorsteher des Luogo Pio den Quattrocento-Altar aus der Lombardi-Werkstatt durch einen dem veränderten Zeitgeschmack entsprechenden polychromen barocken Altar zu ersetzen. Der Auftrag für die Umgestaltung, die sich auf den gesamten Chorraum erstreckte, erging an Giovanni Battista Bianchi und wurde 1677 fertiggestellt, von dem Renaissance-Altar sind nur die drei Heiligenstatuen in Marmor übrig, die heute oberhalb der Altarmensa stehen.
In den frühen 1730er Jahren wurde eine erste Stuckierungskampagne beschlossen, die den inzwischen vernachlässigten Hauptraum in neuem Glanz erstrahlen lassen sollte. Die vermutlich von der Camuzio-Familie durchgeführten Stuckarbeiten weisen vornehmlich vegetabile Ornamentik und Cherubimsköpfe auf, ihnen fielen die Fresken mit den Schlachtendarstellungen zum Opfer.
Für die Zwickelflächen der frisch stuckierte Lünettenzone malte Giovanni Battista Tiepolo ab 1732 Fresken mit Darstellungen der Kardinaltugenden, seine Arbeiten überzeugten die Vorsteher des Luogo Pio, sodass 1733 ein Folgeauftrag für Tafelbilder mit Szenen aus dem Leben Johannes des Täufers erfolgte.

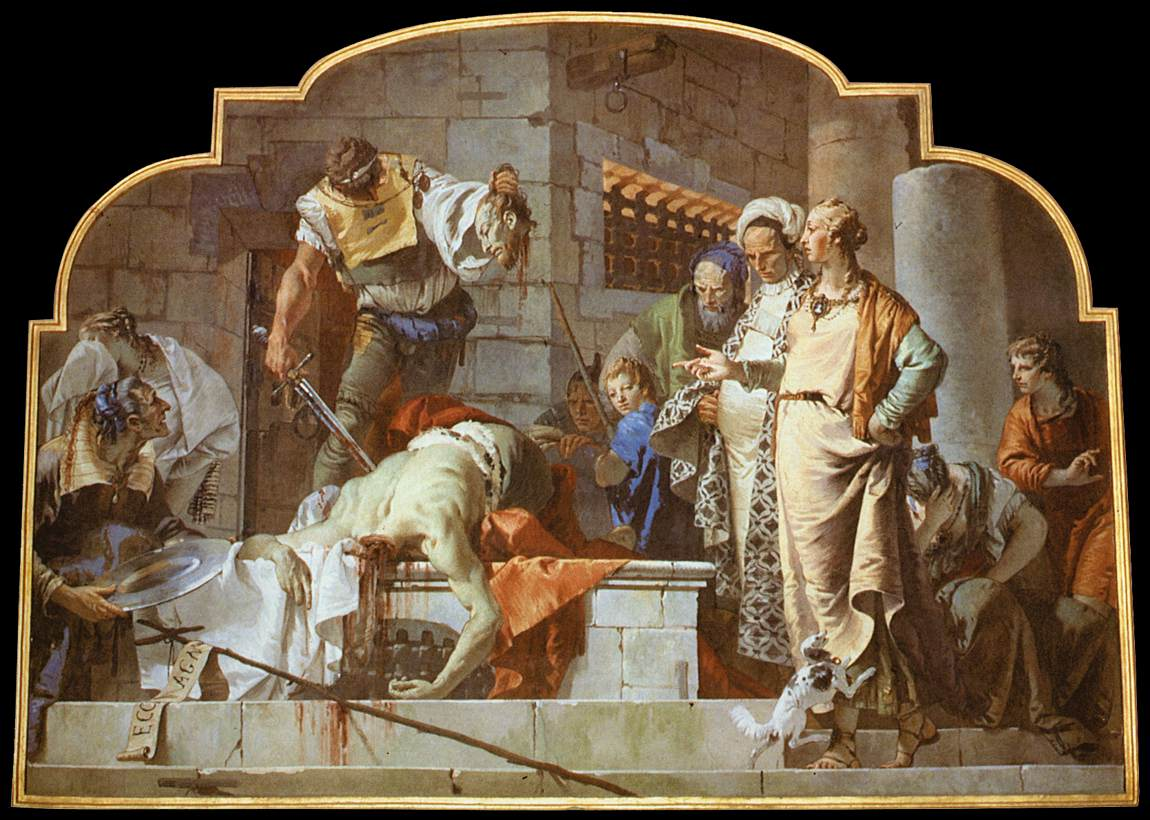
Giovanni Battista Tiepolo, Die Enthauptung Johannes des Täufers

Giuseppe Maria Crespi stellte 1737 eine große Darstellung von Josuas Sieg über die Gabaniten fertig, die an der Ostwand des Hauptraumes als Ersatz für die verloren gegangenen Darstellungen der Schlachten Colleonis dienen. Ab 1746 wurden acht Ovalbilder mit biblischen Themen angefertigt, die sukzessive auf allen vier Seiten des Hauptraumes unterhalb der Lünettenzone angebracht wurden.
| Osten: Giuseppe Poli, Esther, 1821 Gaspare Landi, Hagar und Ismael, 1791                                              | Westen: Gianbettino Cignaroli, Matthias tötet den Apostaten, 1746 Giovann Battista Pittoni, David siegt über Goliath, 1746 |
| Norden: Antonio Concioli, Judith mit dem Haupt des Holofernes, 1788 Gregorio Guglielmi, Hiob auf dem Misthaufen, 1766 | Süden: Giuseppe Diotti, Tobias heilt seinen blinden Vater, 1827 Gregorio Guglielmi, Jakob kämpft mit dem Engel, 1766       |

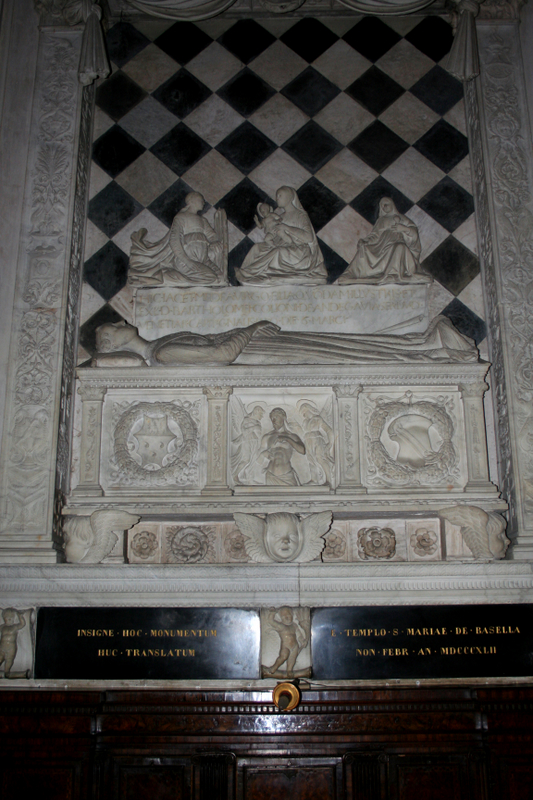
Giovanni Antonio Amadeo, Grabmal für Medea Colleoni an seinem heutigen Standort an der Ostwand des Kapelleninnenraums

Parallel zur Ausstattung mit den Ovalbildern wurde eine zweite Stuckierungskampagne durchgeführt, in deren Rahmen 1773–1775 die unteren Wandfelder erneuert wurden. Dabei wurden Motive der ursprünglichen mobilen Grabausstattung aufgegriffen und in den Stuckdekor eingebunden. Das Chorgestühl wurde ebenfalls ersetzt, in seiner heutigen Form stammt es von Giacomo Caniani (1771). 1790 stellte Angelika Kaufmann ein Ölgemälde mit der Heiligen Familie und Johannes dem Täufer fertig, ursprünglich war es im Mittelfeld der Ostwand angebracht. Von dort musste es 1842 an die Südseite des Chorraums weichen, da das Grabmal von Colleonis Lieblingstochter Medea angekauft und aus seinem eigentlichen Aufstellungsort, der Dominikanerkirche S. Maria della Basella bei Urgnano, nach Bergamo transferiert wurde. Der Ankauf war nicht zuletzt wegen der künstlerischen Qualität dieses Frühwerks Antonio Amadeos getätigt worden. Seine Anbringung in der Cappella Colleoni markiert zugleich den Beginn des Wandels in der Wahrnehmung der Kapelle, die nicht mehr als Ort der memoria Colleonis, sondern als kunsthistorisch bedeutsames Objekt gesehen wurde.

## Bildprogramm

### Außen
Das Bildprogramm der Fassade bedient eine „Rhetorik des Triumphes“. Etwa auf Augenhöhe liegt das Reliefband mit den Taten des Herkules und den alttestamentarischen Szenen. Von den Herkulestaten sind links der Kampf mit Antäus und der mit dem nemäischen Löwen dargestellt, rechts der mit der Hydra und dem kretischen Stier. Herkules dient hier als exemplum virtutis, Colleoni bedient sich eines gängigen Topos der frühneuzeitlichen Repräsentation. Die zehn übrigen Reliefplatten zeigen Szenen aus dem Buch Genesis: Die Erschaffung des Menschen, die Erschaffung Evas aus der Rippe Adams, den Sündenfall, die Vertreibung aus dem Paradies und das Schicksal auf der Erde auf der linken Fassadenseite, rechts folgen die Opfergaben Kain und Abels, die Ermordung Abels durch seinen Bruder, die Jagd des Lamech, die Bestrafung Tubalkains und schließlich Abraham beim Opfer Isaaks. Will man die Themen der jeweiligen Hälften zusammenfassen, so kann man links die Geschichte des Sündenfalls, rechts die Folgen für die sündigende Menschheit ausmachen. Einzig das letzte Bildfeld, die Opferung Isaaks, bildet ein Gegenpol zu diesem Narrativ. Abraham dient hier als exemplum fidei, der in seinem bedingungslosen Vertrauen zu Gott bereit ist, seinen eigenen Sohn zu opfern. In ihm ebenso wie in Herkules, so könnte die Aussage des Reliefzyklus lauten, konnte Colleoni Vorbilder für seine eigene Tugendhaftigkeit und Glaubensfestigkeit finden.

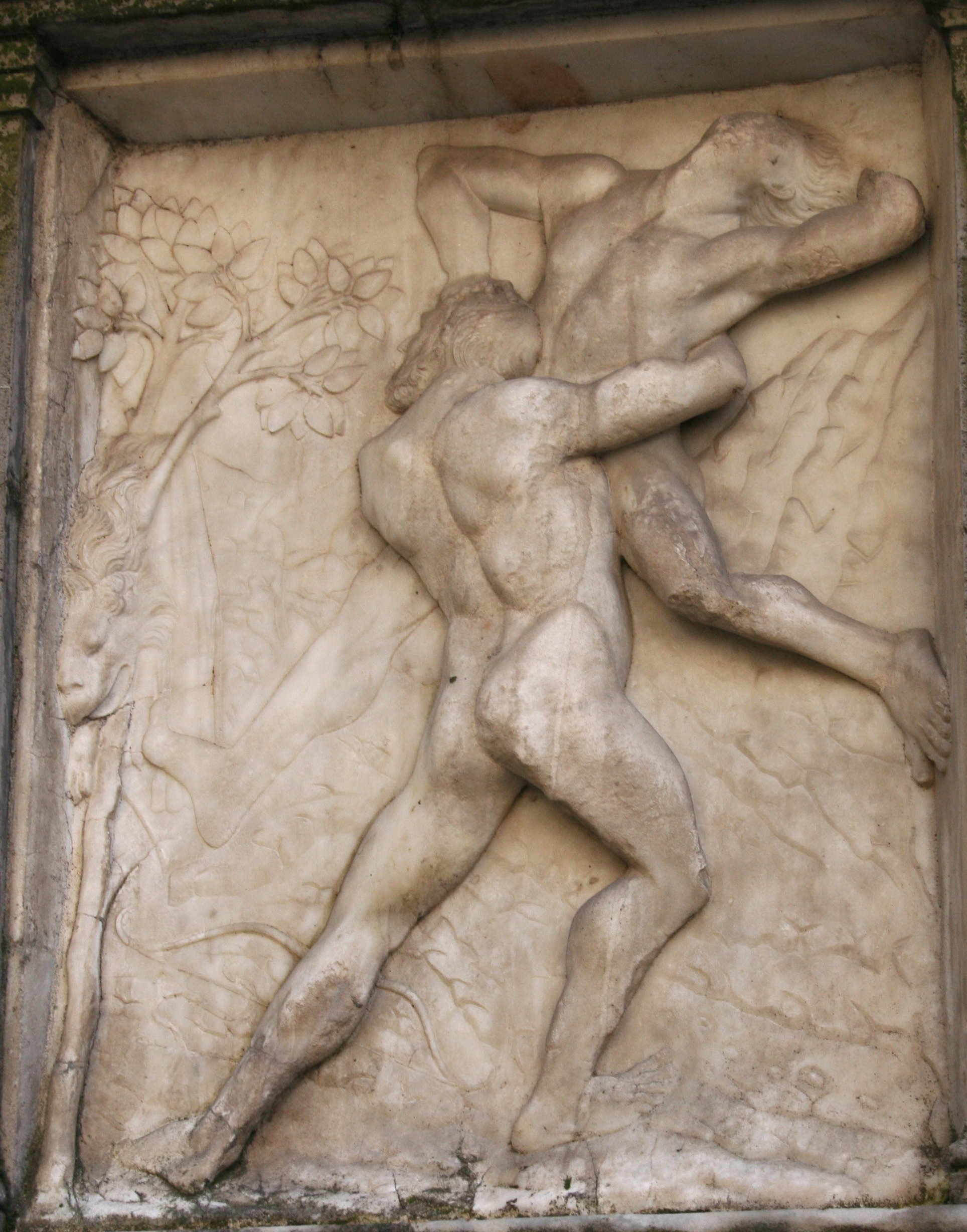
Basis der Eckpilaster, Reliefs mit Taten des Herkules, links außen. Herkules kämpft mit Antäus
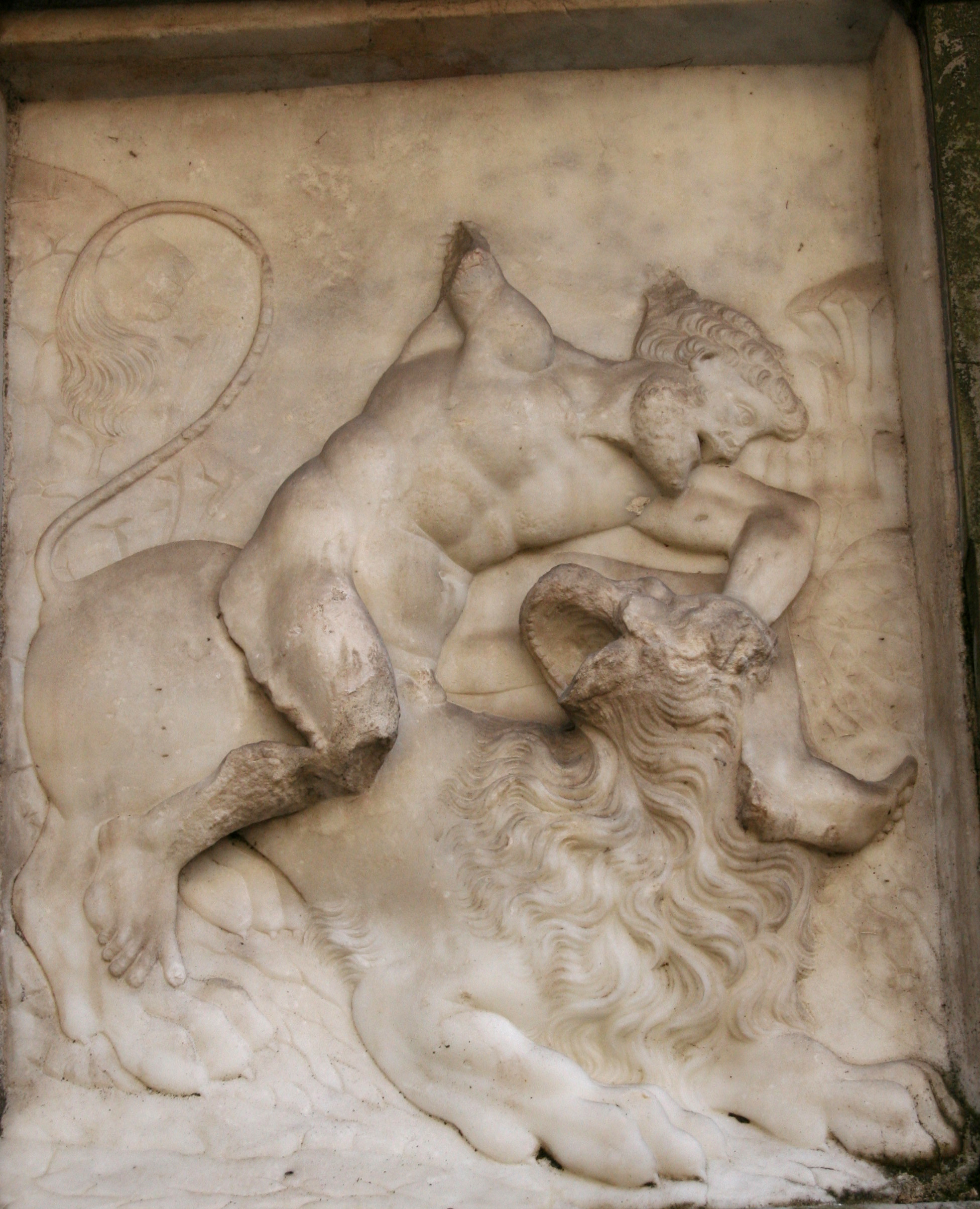
Basis der Eckpilaster, Reliefs mit Taten des Herkules, links innen. Herkules besiegt den nemeischen Löwen.
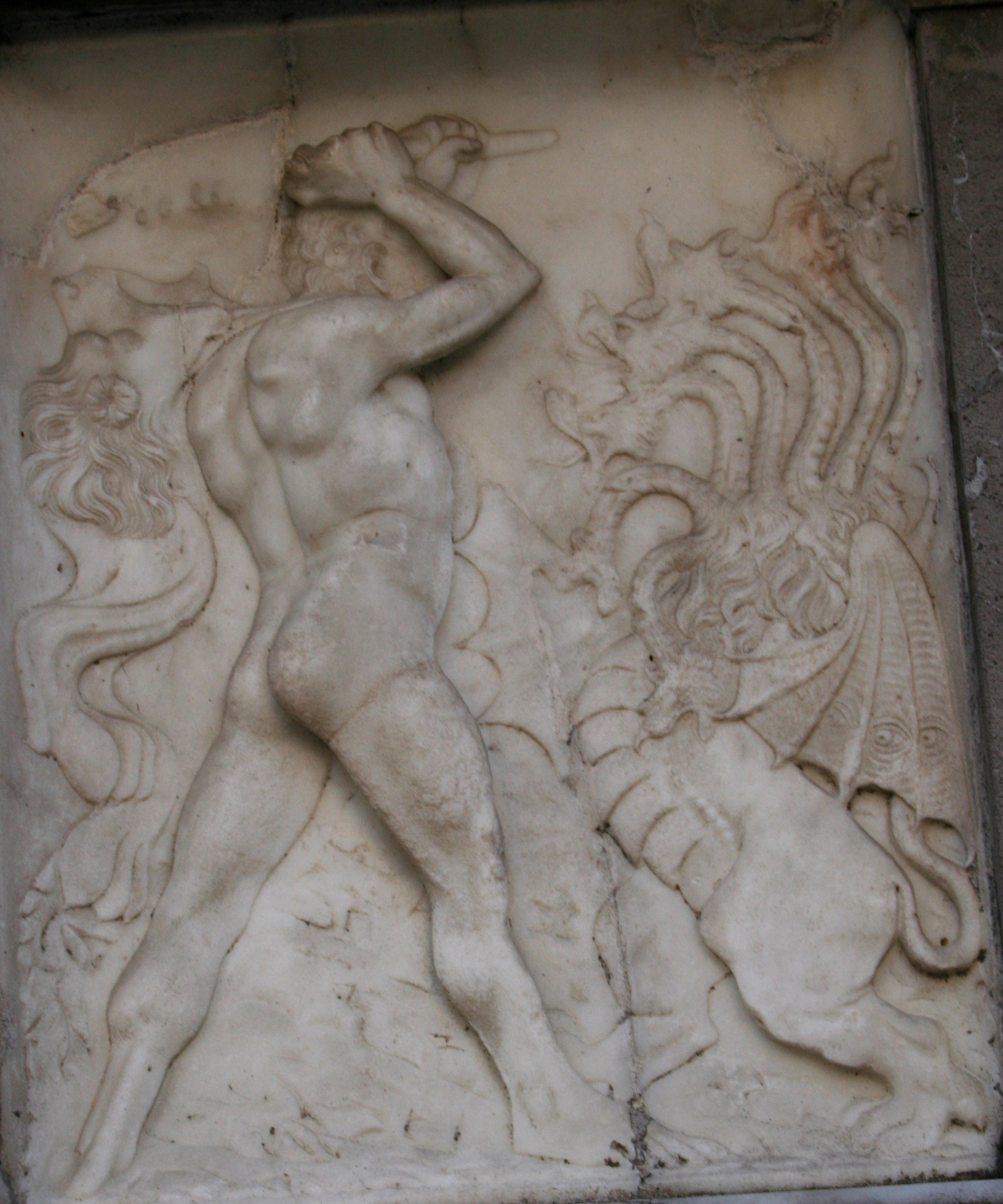
Basis der Eckpilaster, Reliefs mit Taten des Herkules, rechts innen. Herkules besiegt die Hydra.
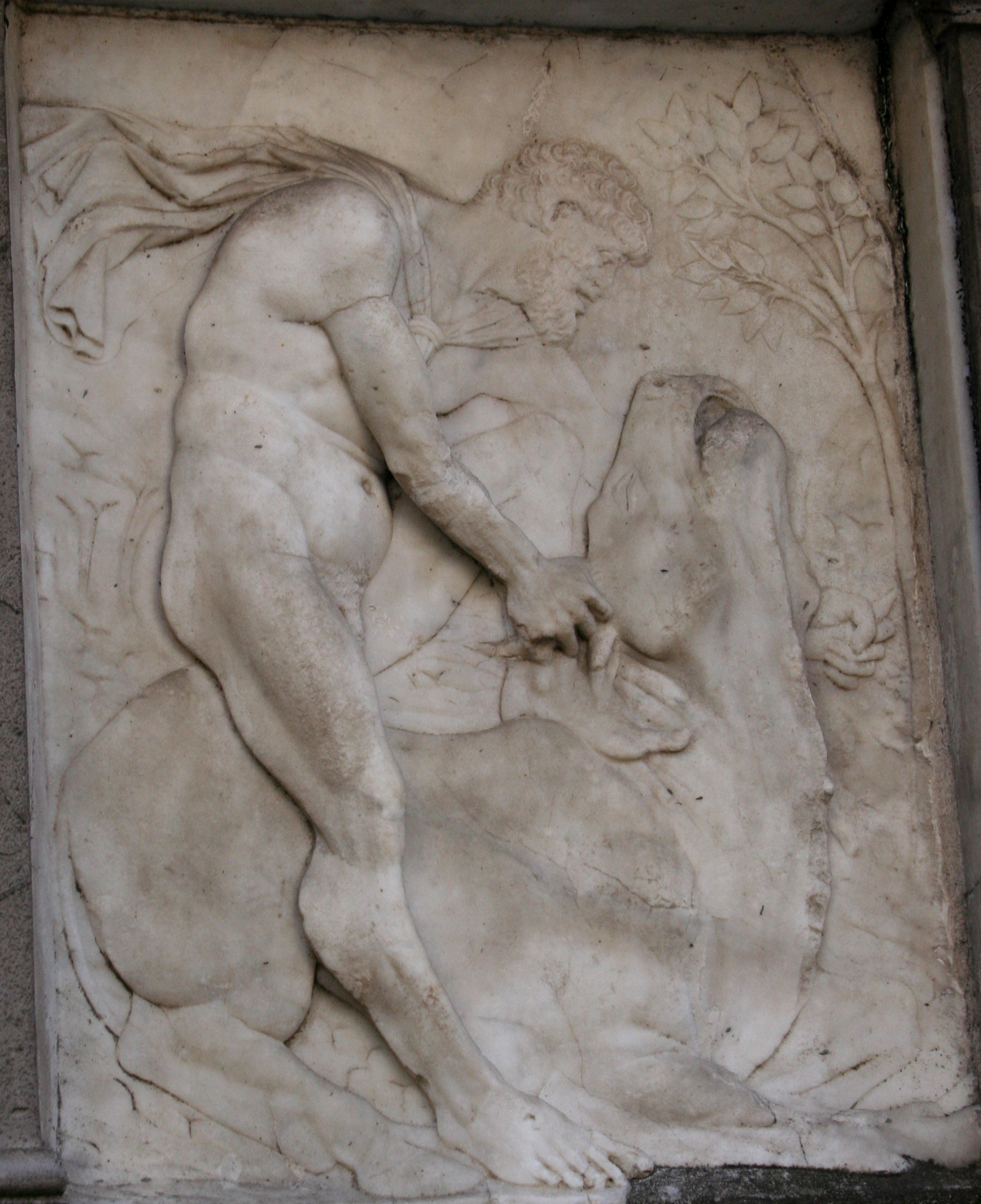
Basis der Eckpilaster, Reliefs mit Taten des Herkules, rechts außen. Herkules bezwingt den kretischen Stier.

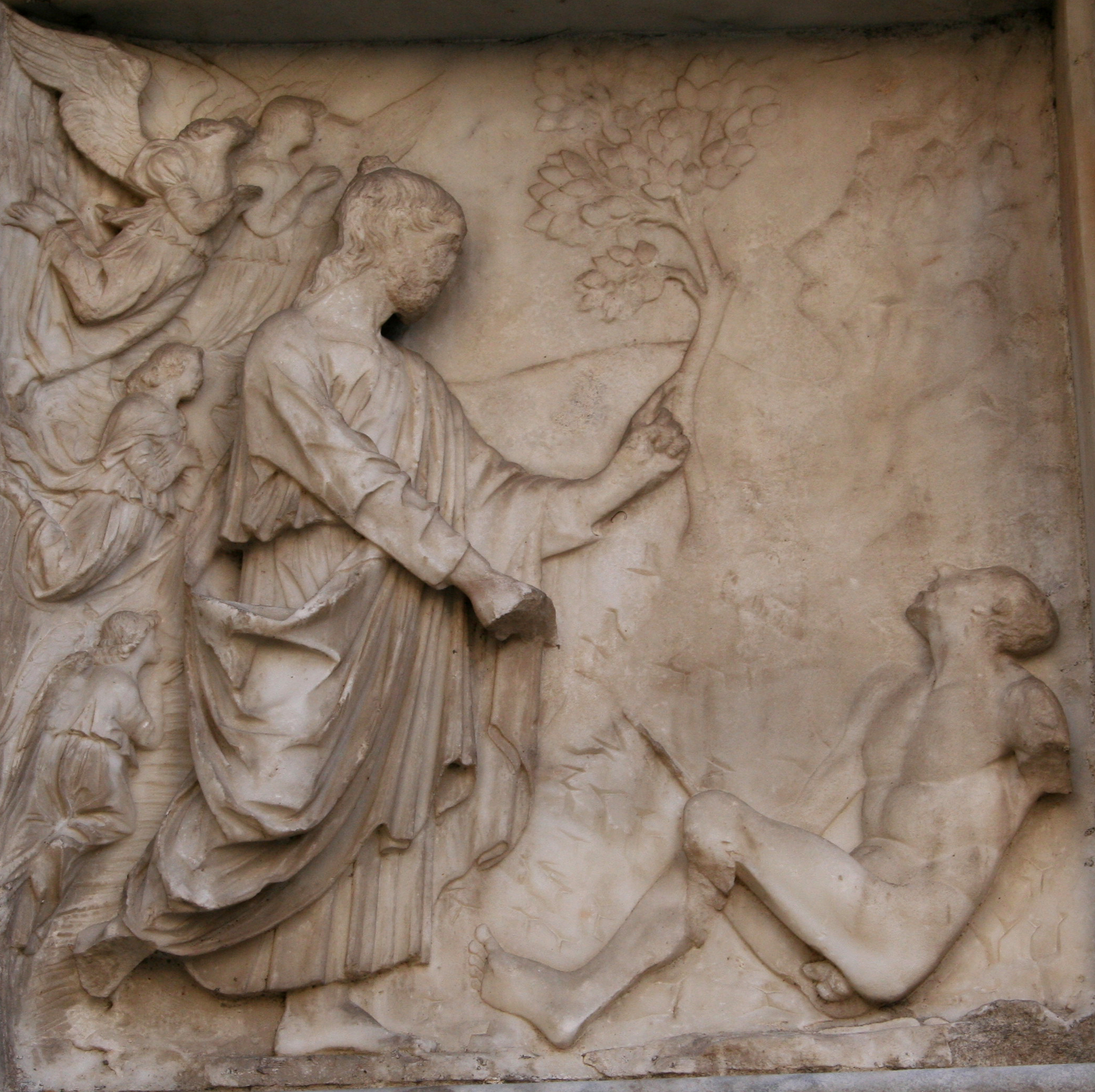
Reliefs der Sockelzone, Szenen aus dem Buch Genesis, links.  Erschaffung Adams.
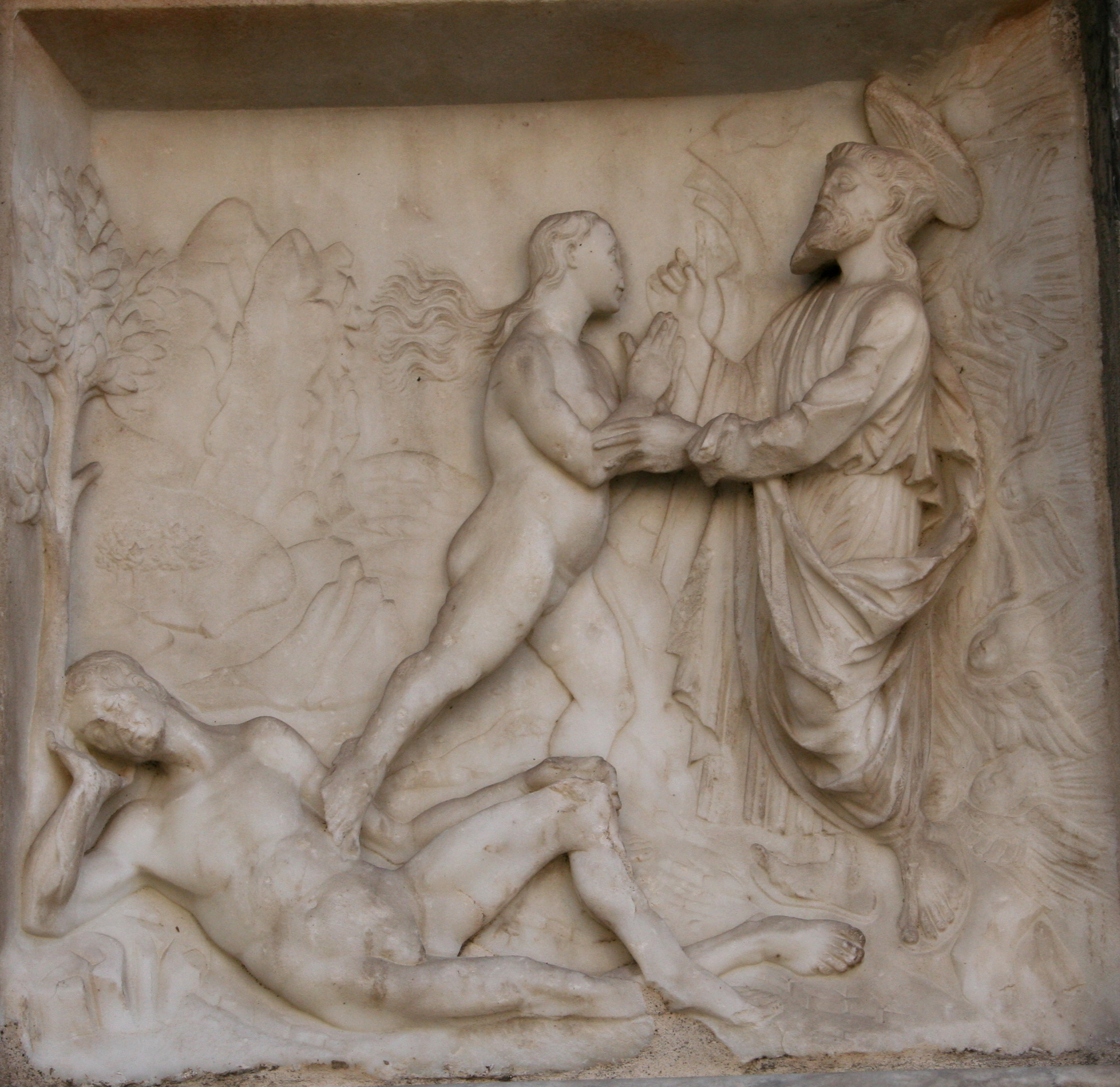
Reliefs der Sockelzone, Szenen aus dem Buch Genesis, links.  Erschaffung Evas aus der Rippe Adams.
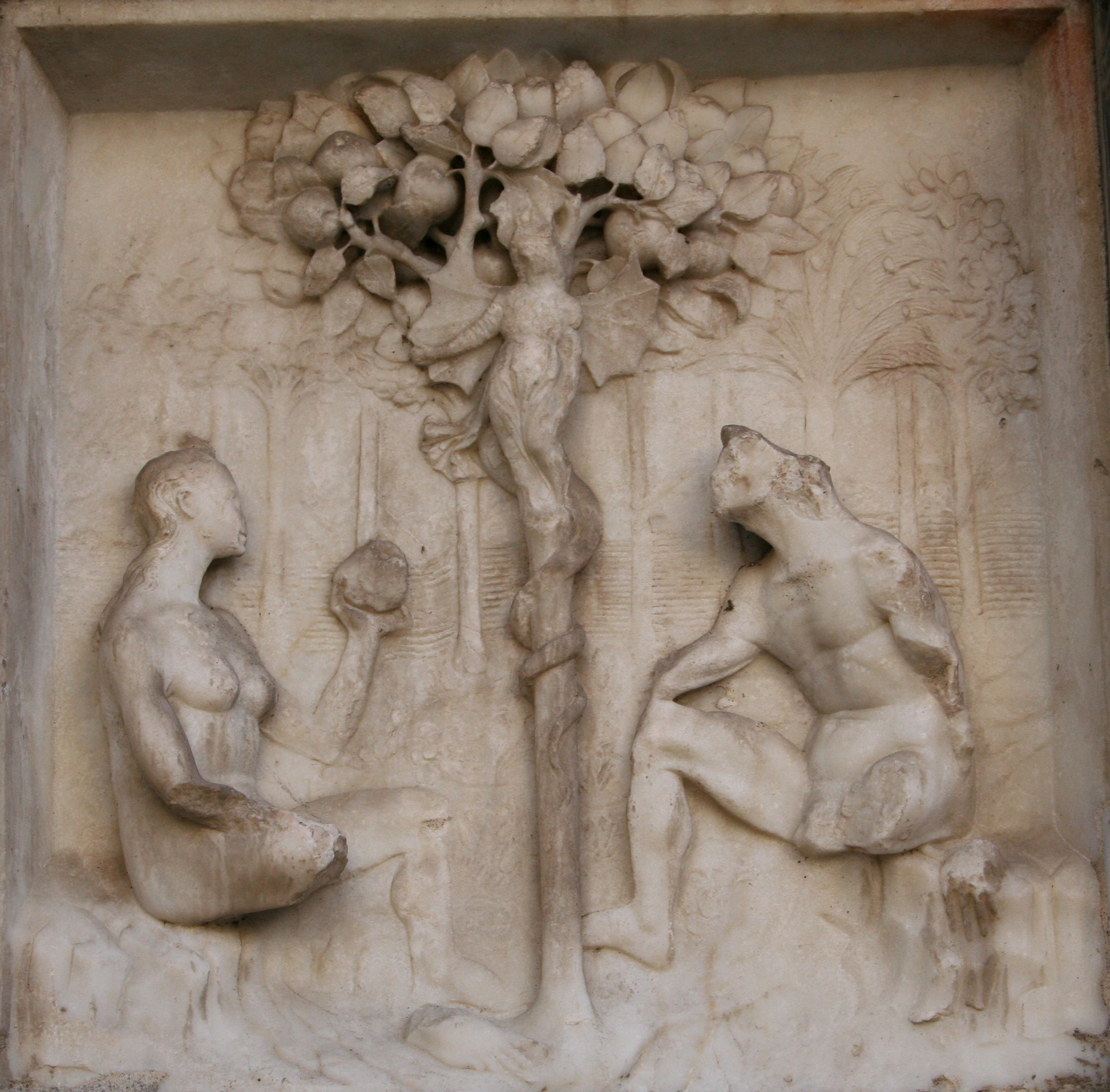
Reliefs der Sockelzone, Szenen aus dem Buch Genesis, links.  Der Sündenfall.
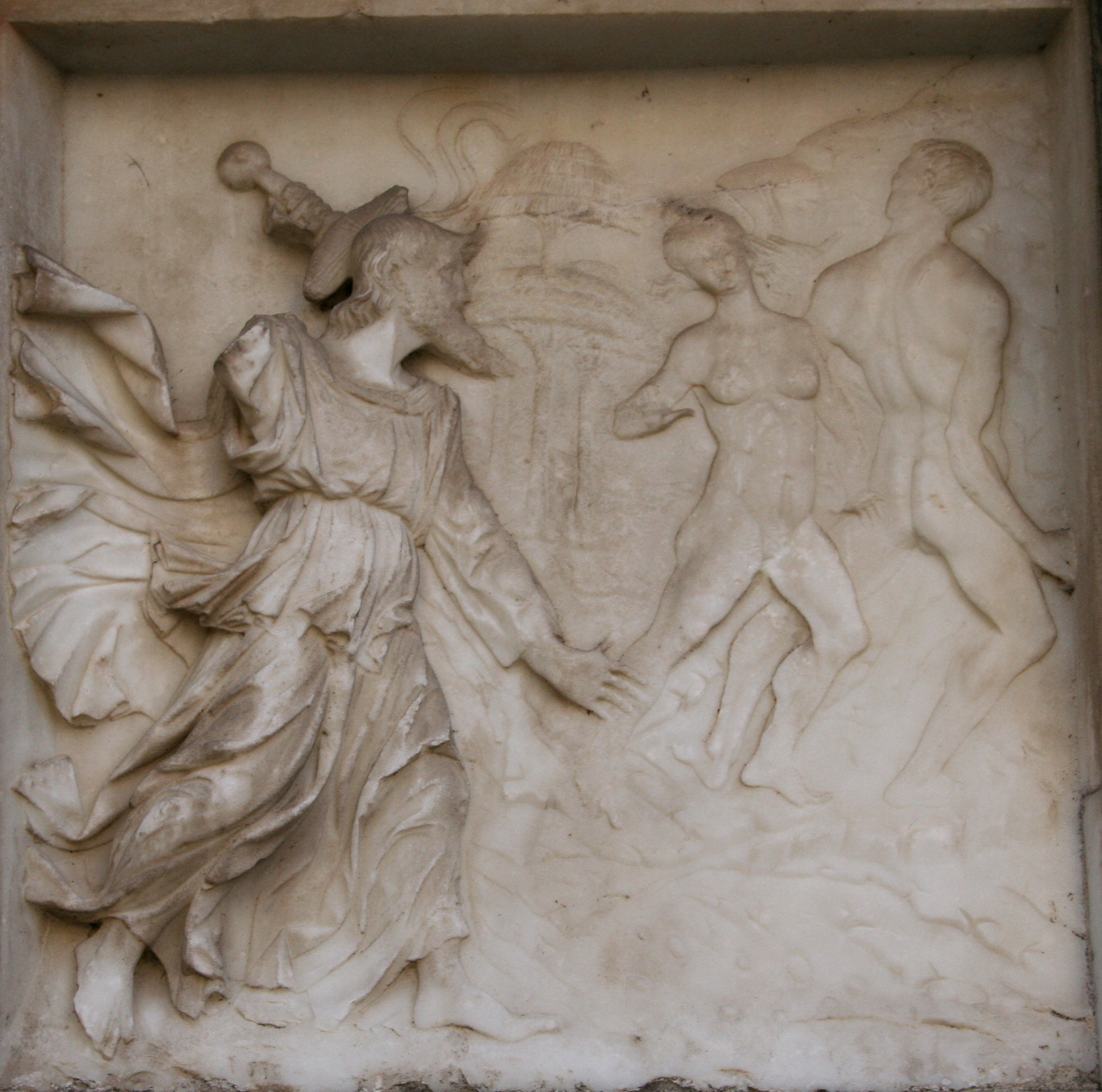
Reliefs der Sockelzone, Szenen aus dem Buch Genesis, links.  Vertreibung aus dem Paradies.
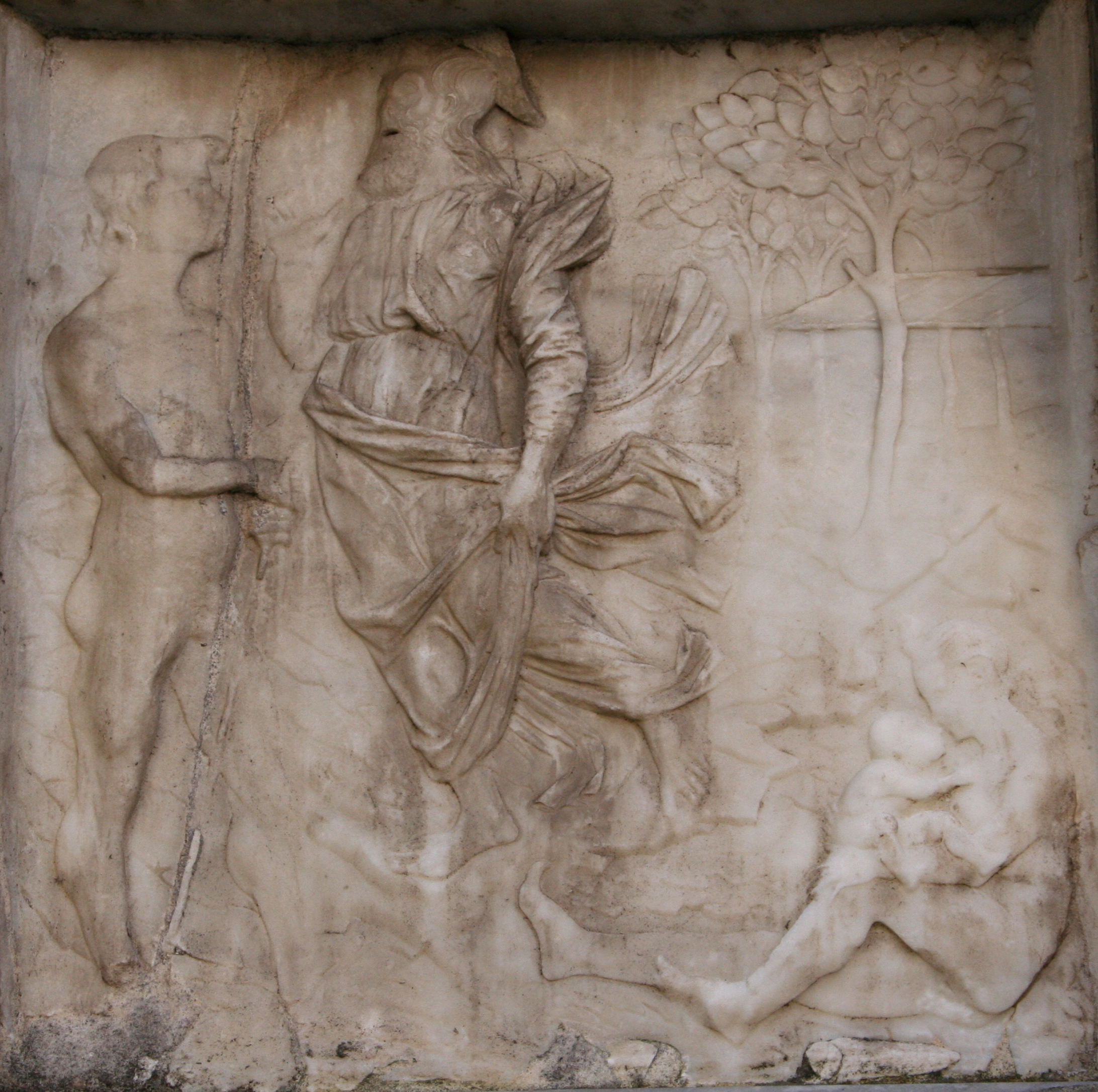
Reliefs der Sockelzone, Szenen aus dem Buch Genesis, links. Das Schicksal auf der Erde.
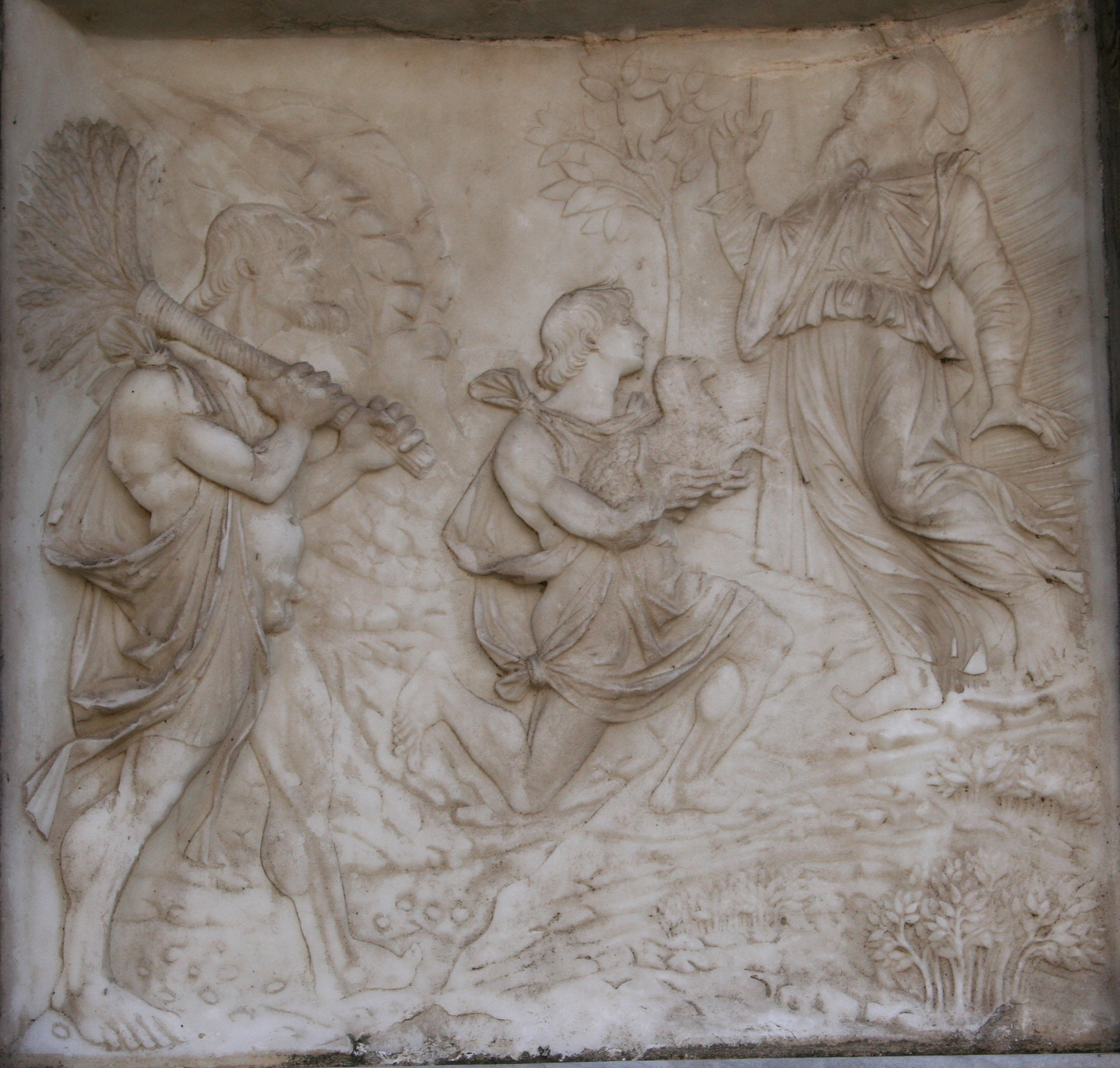
Reliefs der Sockelzone, Szenen aus dem Buch Genesis, rechts.  Die Opfergaben Kain und Abels.
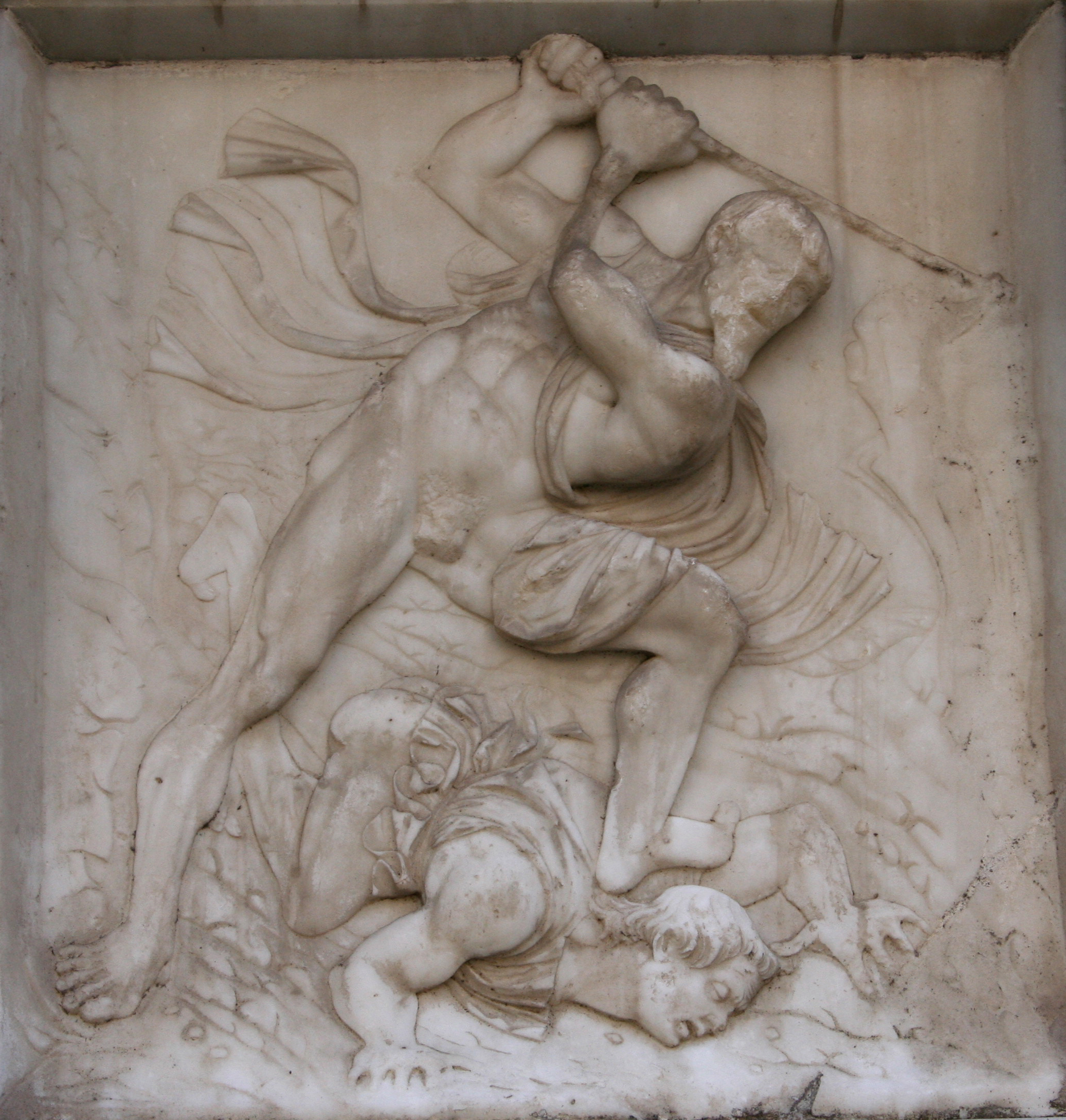
Reliefs der Sockelzone, Szenen aus dem Buch Genesis, rechts.  Die Ermordung Abels durch seinen Bruder.
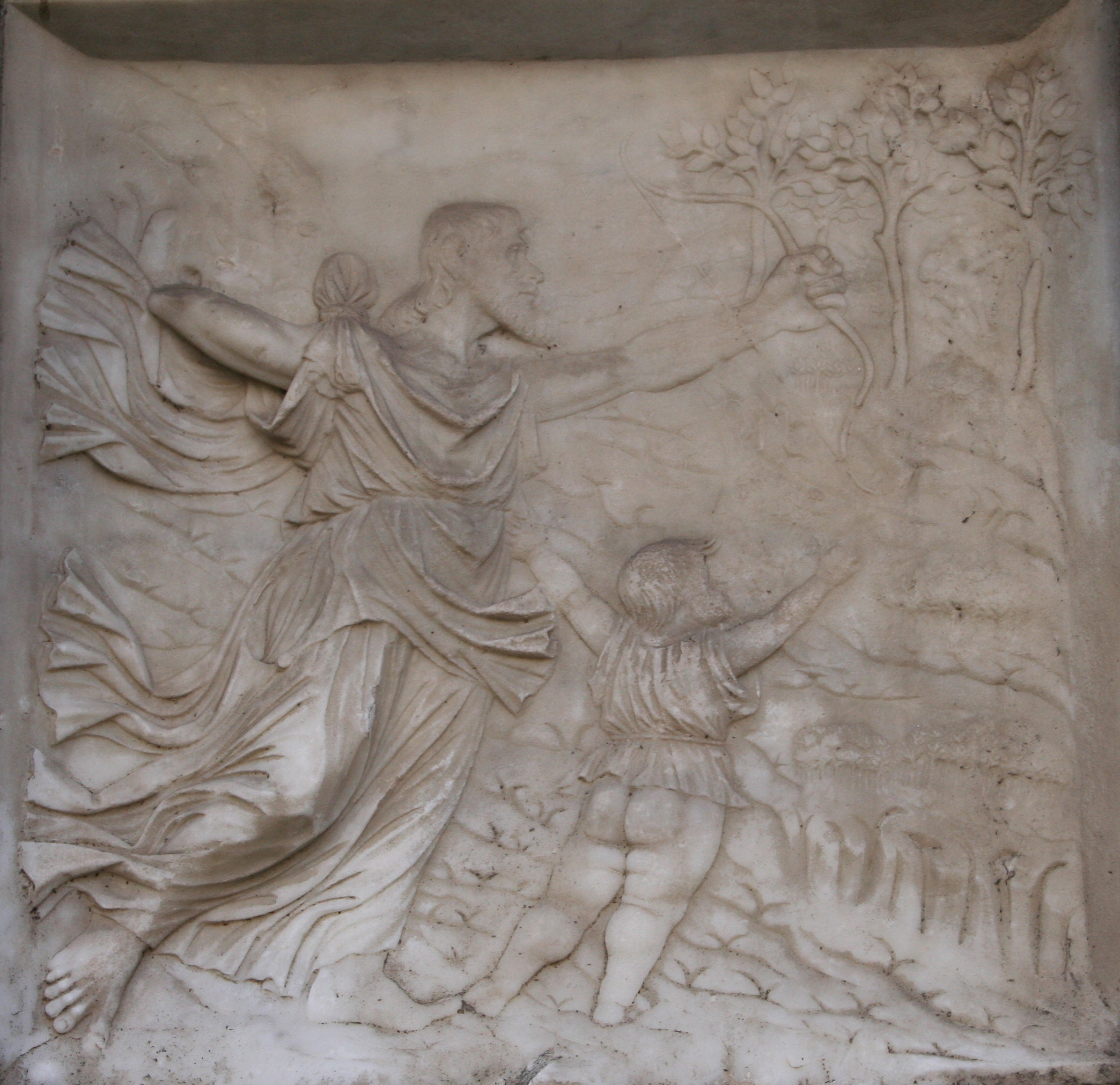
Reliefs der Sockelzone, Szenen aus dem Buch Genesis, rechts.  Die Jagd des Lamech.
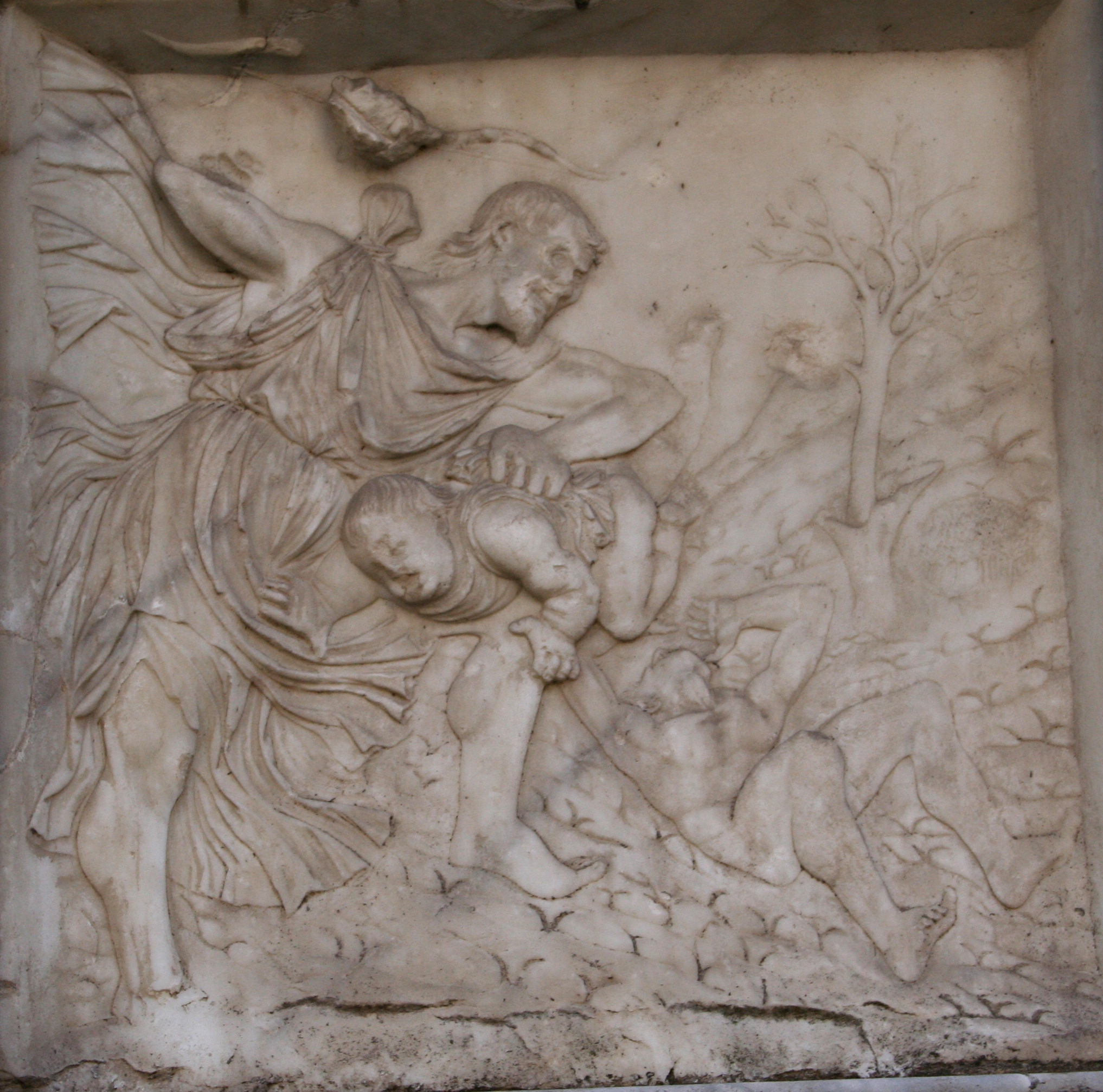
Reliefs der Sockelzone, Szenen aus dem Buch Genesis, rechts.  Die Bestrafung des Tubal-Kains.
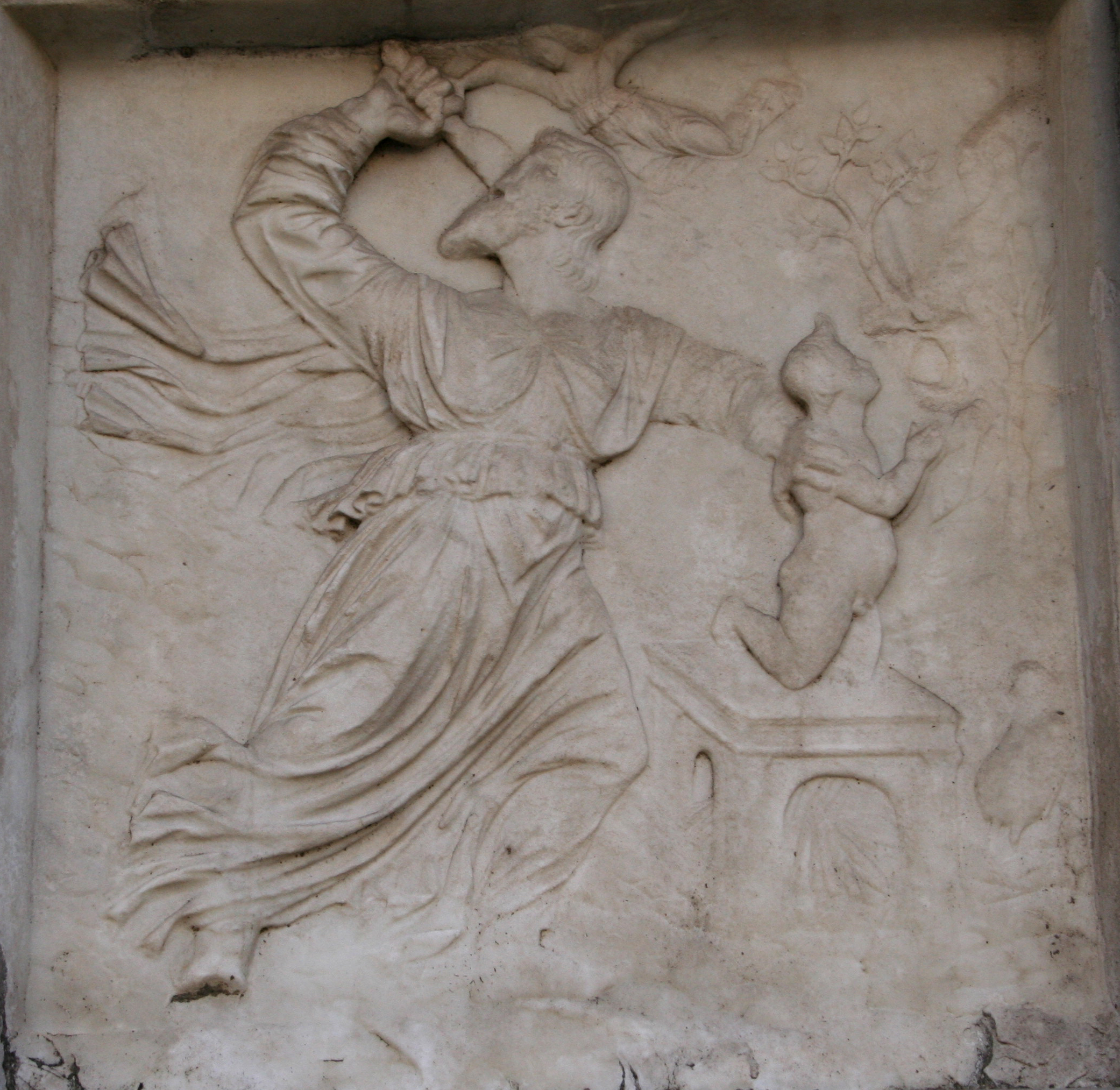
Reliefs der Sockelzone, Szenen aus dem Buch Genesis, rechts.  Die Opferung Isaaks.

Die zahlreichen Medaillons, die auf der Fassade verteilt sind, zeigen antike Herrscher und die zwölf Apostel. Eine Identifizierung der antiken Dargestellten ist nur in einzelnen Fällen möglich, den Darstellungen geht es weniger um konkrete Wiedererkennbarkeit als um den Verweis auf uomini illustri, hervorragende Persönlichkeiten, die in ihrer Vorbildfunktion ebenfalls zum gängigen Vokabular herrscherlicher Repräsentation gehörten. Anders verhält es sich mit den epigraphisch und physiognomisch spezifizierten Porträtbüsten von Cäsar und Trajan, die sich in den clipei über den Fenstern befinden. Colleoni könnte sich diesen beiden Herrschern besonders verbunden fühlen, da sie erfolgreiche Feldherren und der frühen Neuzeit Beispiele für gute Staatsführung waren – Eigenschaften, die Colleoni auch für sich reklamierte.
Die weiblichen Gewandstatuen, die das Portal und die Fensteraufbauten flankieren, lassen sich zwar nicht durch Attribute identifizieren, doch eine Deutung als Tugenden ist wahrscheinlich. Das Rundfenster mit den akzentuierten Speichen im Zentrum der Fassade rekurriert auf das mittelalterliche Radfenster, das ein häufiger Bestandteil romanischer und gotischer Kathedralfassaden war. Dort stand es sinnbildlich für das Rad der Fortuna, häufig waren auf dessen Rand steigende und fallende Figuren zu sehen, die die Wechselhaftigkeit des Schicksals sinnbildlich vor Augen führten. Im Fall der Colleoni-Kapelle steht als Sieger auf dem Scheitel des Rades die Statue eines antik gewandeten Feldherren, die vermutlich Colleoni darstellen sollte.
Zusammenfassend lässt sich feststellen, dass Colleoni als ein den divi imperatori Cäsar und Trajan nacheifernder Herrscher dargestellt wird, der sich durch seine Tugendhaftigkeit und seine Frömmigkeit der Sünde widersetzt, dem Schicksal getrotzt und sich durch seine Taten ewigen Nachruhm gesichert habe.

### Innen
Durch die Umgestaltungen des Innenraums ergibt sich heute ein gänzlich anderes Bild als nach Fertigstellung der Kapelle. Die Umgestaltungen und Veränderungen haben das Grabmal Colleonis seines ursprünglichen Sinnzusammenhangs beraubt, da es seine Botschaft keineswegs isoliert, sondern im Zusammenspiel mit dem ephemeren Schmuck, der Malerei und den Standarten entwickelte.
Für den ursprünglichen Zustand kann man jedoch annehmen, dass der Fokus des Bildprogramms auf der Person und Leistung Colleonis lag. Die militärischen Symbole der Grabmal-Skulptur und die Schlachtendarstellungen fanden ihre reale Entsprechung in der Rüstung und dem Helm Colleonis, die, Berührungsreliquien gleich, die Authentizität der bildlichen Darstellungen verbürgten. Auf den Standarten war der antik gerüstete Colleoni mit einem an den Haaren empor gehaltenen Kopf der Fortuna zu sehen. Diese gängige Bildchiffre zeigte sinnbildlich die Vorstellung, dass derjenige, der die Gelegenheit zu ergreifen weiß („die Gelegenheit beim Schopf packen“), den Wechselfällen des Schicksals nicht ausgeliefert ist. Die Themen der Fassade aufgreifend wird Colleoni als ein „Mann der Tat“ und erfolgreicher Feldherr inszeniert, dessen Verdienst und Tugendhaftigkeit ihm diesseitigen Ruhm und jenseitiges Seelenheil garantieren. Die Szenen aus dem Leben Mariens und der Passion Christi rufen jedoch in Erinnerung, dass die Grabkapelle auch der Ort der religiösen memoria ist. Die Tugendhaftigkeit und die Frömmigkeit Colleonis werden über die biblischen Figuren an das christliche Heilsversprechen rückgebunden, in der Hoffnung zum Seelenheil des Verstorbenen beizutragen.
Die Modifikationen des Bildprogramms im 17. Jh. verschieben auch die Akzentuierung der Aussage. Durch die Übermalung und Entfernung der militärischen Szenen und Attribute tritt die Leistung des Menschen Colleonis in den Hintergrund. In den Vordergrund wird stattdessen die Gnade Gottes gerückt, die den Protagonisten der biblischen Szenen zuteilwird und sie erst zu ihren Handlungen befähigt. Die Umformungen agieren somit in Linie der nach-tridentinischen Tendenz zur „Re-Christianisierung“ von Gräbern.